# Llista d'asteroides (361001-362000)
Llista d'asteroides del 361.001 al 362.000, amb data de descoberta i descobridor. És un fragment de la llista d'asteroides completa. Als asteroides se'ls dona un número quan es confirma la seva òrbita, per tant apareixen llistats aproximadament segons la data de descobriment.

## 361001-361100
| Nom    | Designació provisional | Data de descobriment   | Lloc de descobriment | Descobridor/s            |
| ------ | ---------------------- | ---------------------- | -------------------- | ------------------------ |
| 361001 | 2005 US475             | 22 d'octubre de 2005   | Kitt Peak            | Spacewatch               |
| 361002 | 2005 UB486             | 23 d'octubre de 2005   | Palomar              | NEAT                     |
| 361003 | 2005 UE512             | 29 d'octubre de 2005   | Kitt Peak            | Spacewatch               |
| 361004 | 2005 US515             | 22 d'octubre de 2005   | Apache Point         | A. C. Becker             |
| 361005 | 2005 UW515             | 22 d'octubre de 2005   | Apache Point         | A. C. Becker             |
| 361006 | 2005 UE519             | 26 d'octubre de 2005   | Apache Point         | A. C. Becker             |
| 361007 | 2005 UG526             | 25 d'octubre de 2005   | Kitt Peak            | Spacewatch               |
| 361008 | 2005 VB45              | 4 de novembre de 2005  | Kitt Peak            | Spacewatch               |
| 361009 | 2005 VU45              | 4 de novembre de 2005  | Kitt Peak            | Spacewatch               |
| 361010 | 2005 VS49              | 2 de novembre de 2005  | Socorro              | LINEAR                   |
| 361011 | 2005 VQ77              | 5 de novembre de 2005  | Kitt Peak            | Spacewatch               |
| 361012 | 2005 VG92              | 6 de novembre de 2005  | Mount Lemmon         | Mt. Lemmon Survey        |
| 361013 | 2005 VQ102             | 2 de novembre de 2005  | Catalina             | CSS                      |
| 361014 | 2005 VT126             | 1 de novembre de 2005  | Apache Point         | A. C. Becker             |
| 361015 | 2005 VU126             | 1 de novembre de 2005  | Apache Point         | A. C. Becker             |
| 361016 | 2005 VQ133             | 1 de novembre de 2005  | Apache Point         | A. C. Becker             |
| 361017 | 2005 WB11              | 22 de novembre de 2005 | Kitt Peak            | Spacewatch               |
| 361018 | 2005 WN29              | 30 de setembre de 2005 | Mount Lemmon         | Mt. Lemmon Survey        |
| 361019 | 2005 WN36              | 22 de novembre de 2005 | Kitt Peak            | Spacewatch               |
| 361020 | 2005 WJ39              | 25 de novembre de 2005 | Mount Lemmon         | Mt. Lemmon Survey        |
| 361021 | 2005 WV42              | 21 de novembre de 2005 | Kitt Peak            | Spacewatch               |
| 361022 | 2005 WQ51              | 10 de novembre de 2005 | Mount Lemmon         | Mt. Lemmon Survey        |
| 361023 | 2005 WV56              | 29 de novembre de 2005 | Junk Bond            | D. Healy                 |
| 361024 | 2005 WQ68              | 25 de novembre de 2005 | Mount Lemmon         | Mt. Lemmon Survey        |
| 361025 | 2005 WK70              | 26 de novembre de 2005 | Mount Lemmon         | Mt. Lemmon Survey        |
| 361026 | 2005 WY87              | 28 de novembre de 2005 | Mount Lemmon         | Mt. Lemmon Survey        |
| 361027 | 2005 WS88              | 22 de novembre de 2005 | Kitt Peak            | Spacewatch               |
| 361028 | 2005 WA95              | 26 de novembre de 2005 | Kitt Peak            | Spacewatch               |
| 361029 | 2005 WC95              | 26 de novembre de 2005 | Kitt Peak            | Spacewatch               |
| 361030 | 2005 WP97              | 12 de novembre de 2005 | Kitt Peak            | Spacewatch               |
| 361031 | 2005 WD101             | 29 de novembre de 2005 | Socorro              | LINEAR                   |
| 361032 | 2005 WL102             | 29 de novembre de 2005 | Mount Lemmon         | Mt. Lemmon Survey        |
| 361033 | 2005 WR110             | 22 de novembre de 2005 | Kitt Peak            | Spacewatch               |
| 361034 | 2005 WS115             | 25 de setembre de 2005 | Kitt Peak            | Spacewatch               |
| 361035 | 2005 WX121             | 30 de novembre de 2005 | Mount Lemmon         | Mt. Lemmon Survey        |
| 361036 | 2005 WG140             | 26 de novembre de 2005 | Mount Lemmon         | Mt. Lemmon Survey        |
| 361037 | 2005 WY160             | 28 de novembre de 2005 | Socorro              | LINEAR                   |
| 361038 | 2005 WG208             | 25 de novembre de 2005 | Kitt Peak            | Spacewatch               |
| 361039 | 2005 XQ13              | 1 de desembre de 2005  | Kitt Peak            | Spacewatch               |
| 361040 | 2005 XU28              | 2 de desembre de 2005  | Socorro              | LINEAR                   |
| 361041 | 2005 XM45              | 2 de desembre de 2005  | Kitt Peak            | Spacewatch               |
| 361042 | 2005 XK48              | 2 de desembre de 2005  | Mount Lemmon         | Mt. Lemmon Survey        |
| 361043 | 2005 XO72              | 6 de desembre de 2005  | Kitt Peak            | Spacewatch               |
| 361044 | 2005 XG76              | 25 de novembre de 2005 | Catalina             | CSS                      |
| 361045 | 2005 XQ78              | 9 de novembre de 2005  | Campo Imperatore     | CINEOS                   |
| 361046 | 2005 XN82              | 10 de desembre de 2005 | Kitt Peak            | Spacewatch               |
| 361047 | 2005 YX4               | 1 d'octubre de 1999    | Kitt Peak            | Spacewatch               |
| 361048 | 2005 YZ12              | 22 de desembre de 2005 | Kitt Peak            | Spacewatch               |
| 361049 | 2005 YN18              | 23 de desembre de 2005 | Kitt Peak            | Spacewatch               |
| 361050 | 2005 YC20              | 24 de desembre de 2005 | Kitt Peak            | Spacewatch               |
| 361051 | 2005 YF20              | 24 de desembre de 2005 | Kitt Peak            | Spacewatch               |
| 361052 | 2005 YC43              | 24 de desembre de 2005 | Kitt Peak            | Spacewatch               |
| 361053 | 2005 YH43              | 24 de desembre de 2005 | Kitt Peak            | Spacewatch               |
| 361054 | 2005 YZ47              | 26 de desembre de 2005 | Kitt Peak            | Spacewatch               |
| 361055 | 2005 YK57              | 24 de desembre de 2005 | Kitt Peak            | Spacewatch               |
| 361056 | 2005 YT63              | 1 de desembre de 2005  | Mount Lemmon         | Mt. Lemmon Survey        |
| 361057 | 2005 YB85              | 25 de desembre de 2005 | Mount Lemmon         | Mt. Lemmon Survey        |
| 361058 | 2005 YT113             | 5 de desembre de 2005  | Mount Lemmon         | Mt. Lemmon Survey        |
| 361059 | 2005 YQ119             | 27 de desembre de 2005 | Kitt Peak            | Spacewatch               |
| 361060 | 2005 YN120             | 27 de desembre de 2005 | Mount Lemmon         | Mt. Lemmon Survey        |
| 361061 | 2005 YQ139             | 28 de desembre de 2005 | Mount Lemmon         | Mt. Lemmon Survey        |
| 361062 | 2005 YR152             | 28 de desembre de 2005 | Kitt Peak            | Spacewatch               |
| 361063 | 2005 YH167             | 27 de desembre de 2005 | Kitt Peak            | Spacewatch               |
| 361064 | 2005 YH192             | 30 de desembre de 2005 | Kitt Peak            | Spacewatch               |
| 361065 | 2005 YQ211             | 28 de desembre de 2005 | Catalina             | CSS                      |
| 361066 | 2005 YO215             | 29 de desembre de 2005 | Mount Lemmon         | Mt. Lemmon Survey        |
| 361067 | 2005 YX217             | 25 de novembre de 2005 | Kitt Peak            | Spacewatch               |
| 361068 | 2005 YG232             | 28 de desembre de 2005 | Palomar              | NEAT                     |
| 361069 | 2005 YD265             | 25 de desembre de 2005 | Kitt Peak            | Spacewatch               |
| 361070 | 2005 YN279             | 25 de desembre de 2005 | Mount Lemmon         | Mt. Lemmon Survey        |
| 361071 | 2006 AO4               | 8 de gener de 2006     | Mount Lemmon         | Mt. Lemmon Survey        |
| 361072 | 2006 AX46              | 6 de gener de 2006     | Kitt Peak            | Spacewatch               |
| 361073 | 2006 AQ47              | 7 de gener de 2006     | Kitt Peak            | Spacewatch               |
| 361074 | 2006 AX73              | 20 de setembre de 2001 | Socorro              | LINEAR                   |
| 361075 | 2006 BQ12              | 21 d'agost de 2004     | Kitt Peak            | Spacewatch               |
| 361076 | 2006 BH24              | 23 de gener de 2006    | Mount Lemmon         | Mt. Lemmon Survey        |
| 361077 | 2006 BO31              | 20 de gener de 2006    | Kitt Peak            | Spacewatch               |
| 361078 | 2006 BX45              | 23 de gener de 2006    | Mount Lemmon         | Mt. Lemmon Survey        |
| 361079 | 2006 BQ78              | 23 de gener de 2006    | Mount Lemmon         | Mt. Lemmon Survey        |
| 361080 | 2006 BA88              | 25 de gener de 2006    | Kitt Peak            | Spacewatch               |
| 361081 | 2006 BY88              | 25 de gener de 2006    | Kitt Peak            | Spacewatch               |
| 361082 | 2006 BU96              | 26 de gener de 2006    | Kitt Peak            | Spacewatch               |
| 361083 | 2006 BU107             | 25 de gener de 2006    | Kitt Peak            | Spacewatch               |
| 361084 | 2006 BE118             | 26 de gener de 2006    | Kitt Peak            | Spacewatch               |
| 361085 | 2006 BW133             | 26 de gener de 2006    | Kitt Peak            | Spacewatch               |
| 361086 | 2006 BL185             | 28 de gener de 2006    | Mount Lemmon         | Mt. Lemmon Survey        |
| 361087 | 2006 BF189             | 28 de gener de 2006    | Kitt Peak            | Spacewatch               |
| 361088 | 2006 BP196             | 30 de gener de 2006    | Kitt Peak            | Spacewatch               |
| 361089 | 2006 BN246             | 31 de gener de 2006    | Kitt Peak            | Spacewatch               |
| 361090 | 2006 BB248             | 31 de gener de 2006    | Kitt Peak            | Spacewatch               |
| 361091 | 2006 BE256             | 31 de gener de 2006    | Kitt Peak            | Spacewatch               |
| 361092 | 2006 BN274             | 30 de gener de 2006    | Kitt Peak            | Spacewatch               |
| 361093 | 2006 BN279             | 30 de gener de 2006    | Kitt Peak            | Spacewatch               |
| 361094 | 2006 CJ60              | 2 de febrer de 2006    | Vail-Jarnac          | Jarnac                   |
| 361095 | 2006 DD                | 5 de gener de 2006     | Catalina             | CSS                      |
| 361096 | 2006 DW14              | 18 de febrer de 2006   | Pla D'Arguines       | R. Ferrando, M. Ferrando |
| 361097 | 2006 DJ24              | 20 de febrer de 2006   | Socorro              | LINEAR                   |
| 361098 | 2006 DL24              | 20 de febrer de 2006   | Kitt Peak            | Spacewatch               |
| 361099 | 2006 DU26              | 20 de febrer de 2006   | Kitt Peak            | Spacewatch               |
| 361100 | 2006 DV36              | 20 de febrer de 2006   | Kitt Peak            | Spacewatch               |

## 361101-361200
| Nom    | Designació provisional | Data de descobriment   | Lloc de descobriment | Descobridor/s        |
| ------ | ---------------------- | ---------------------- | -------------------- | -------------------- |
| 361101 | 2006 DP59              | 24 de febrer de 2006   | Mount Lemmon         | Mt. Lemmon Survey    |
| 361102 | 2006 DU59              | 24 de febrer de 2006   | Mount Lemmon         | Mt. Lemmon Survey    |
| 361103 | 2006 DR70              | 21 de febrer de 2006   | Mount Lemmon         | Mt. Lemmon Survey    |
| 361104 | 2006 DZ99              | 25 de febrer de 2006   | Kitt Peak            | Spacewatch           |
| 361105 | 2006 DN118             | 21 de febrer de 2006   | Mount Lemmon         | Mt. Lemmon Survey    |
| 361106 | 2006 DW123             | 24 de febrer de 2006   | Mount Lemmon         | Mt. Lemmon Survey    |
| 361107 | 2006 DN161             | 27 de febrer de 2006   | Kitt Peak            | Spacewatch           |
| 361108 | 2006 DZ198             | 28 de febrer de 2006   | Catalina             | CSS                  |
| 361109 | 2006 DF206             | 7 de gener de 2006     | Mount Lemmon         | Mt. Lemmon Survey    |
| 361110 | 2006 DS209             | 28 de febrer de 2006   | Mount Lemmon         | Mt. Lemmon Survey    |
| 361111 | 2006 DR211             | 24 de febrer de 2006   | Mount Lemmon         | Mt. Lemmon Survey    |
| 361112 | 2006 ER2               | 2 de març de 2006      | Kitt Peak            | Spacewatch           |
| 361113 | 2006 ER8               | 5 de gener de 2006     | Mount Lemmon         | Mt. Lemmon Survey    |
| 361114 | 2006 EQ16              | 2 de març de 2006      | Kitt Peak            | Spacewatch           |
| 361115 | 2006 EZ23              | 3 de març de 2006      | Kitt Peak            | Spacewatch           |
| 361116 | 2006 EE40              | 4 de març de 2006      | Kitt Peak            | Spacewatch           |
| 361117 | 2006 FO13              | 23 de març de 2006     | Kitt Peak            | Spacewatch           |
| 361118 | 2006 FZ17              | 23 de març de 2006     | Kitt Peak            | Spacewatch           |
| 361119 | 2006 FN27              | 24 de març de 2006     | Mount Lemmon         | Mt. Lemmon Survey    |
| 361120 | 2006 FJ42              | 26 de març de 2006     | Mount Lemmon         | Mt. Lemmon Survey    |
| 361121 | 2006 FD44              | 23 de març de 2006     | Catalina             | CSS                  |
| 361122 | 2006 GW1               | 2 d'abril de 2006      | Piszkesteto          | K. Sarneczky         |
| 361123 | 2006 GW2               | 8 d'abril de 2006      | Anderson Mesa        | LONEOS               |
| 361124 | 2006 GC4               | 2 d'abril de 2006      | Kitt Peak            | Spacewatch           |
| 361125 | 2006 GP15              | 2 d'abril de 2006      | Kitt Peak            | Spacewatch           |
| 361126 | 2006 GR15              | 2 d'abril de 2006      | Kitt Peak            | Spacewatch           |
| 361127 | 2006 GT20              | 2 d'abril de 2006      | Kitt Peak            | Spacewatch           |
| 361128 | 2006 GG21              | 3 de desembre de 2005  | Mauna Kea            | A. Boattini          |
| 361129 | 2006 GQ21              | 2 d'abril de 2006      | Mount Lemmon         | Mt. Lemmon Survey    |
| 361130 | 2006 GJ23              | 2 d'abril de 2006      | Kitt Peak            | Spacewatch           |
| 361131 | 2006 GH26              | 2 d'abril de 2006      | Kitt Peak            | Spacewatch           |
| 361132 | 2006 GM28              | 2 d'abril de 2006      | Kitt Peak            | Spacewatch           |
| 361133 | 2006 GZ36              | 8 d'abril de 2006      | Mount Lemmon         | Mt. Lemmon Survey    |
| 361134 | 2006 GX44              | 7 d'abril de 2006      | Mount Lemmon         | Mt. Lemmon Survey    |
| 361135 | 2006 HL9               | 19 d'abril de 2006     | Anderson Mesa        | LONEOS               |
| 361136 | 2006 HM40              | 21 d'abril de 2006     | Catalina             | CSS                  |
| 361137 | 2006 HV43              | 24 d'abril de 2006     | Mount Lemmon         | Mt. Lemmon Survey    |
| 361138 | 2006 HP44              | 24 d'abril de 2006     | Mount Lemmon         | Mt. Lemmon Survey    |
| 361139 | 2006 HN57              | 29 d'abril de 2006     | Wrightwood           | J. W. Young          |
| 361140 | 2006 HL61              | 24 d'abril de 2006     | Kitt Peak            | Spacewatch           |
| 361141 | 2006 HQ65              | 24 d'abril de 2006     | Kitt Peak            | Spacewatch           |
| 361142 | 2006 HG81              | 26 d'abril de 2006     | Kitt Peak            | Spacewatch           |
| 361143 | 2006 HV82              | 26 d'abril de 2006     | Kitt Peak            | Spacewatch           |
| 361144 | 2006 HK83              | 26 d'abril de 2006     | Kitt Peak            | Spacewatch           |
| 361145 | 2006 HE84              | 26 d'abril de 2006     | Kitt Peak            | Spacewatch           |
| 361146 | 2006 HT84              | 26 d'abril de 2006     | Kitt Peak            | Spacewatch           |
| 361147 | 2006 HN87              | 30 d'abril de 2006     | Kitt Peak            | Spacewatch           |
| 361148 | 2006 HU95              | 30 d'abril de 2006     | Kitt Peak            | Spacewatch           |
| 361149 | 2006 HC99              | 30 d'abril de 2006     | Kitt Peak            | Spacewatch           |
| 361150 | 2006 HL105             | 25 d'abril de 2006     | Catalina             | CSS                  |
| 361151 | 2006 HO108             | 30 d'abril de 2006     | Catalina             | CSS                  |
| 361152 | 2006 HD152             | 19 d'abril de 2006     | Catalina             | CSS                  |
| 361153 | 2006 HJ152             | 24 d'abril de 2006     | Piszkesteto          | K. Sarneczky         |
| 361154 | 2006 JX1               | 1 de maig de 2006      | Socorro              | LINEAR               |
| 361155 | 2006 JN13              | 19 d'abril de 2006     | Kitt Peak            | Spacewatch           |
| 361156 | 2006 JJ31              | 3 de maig de 2006      | Kitt Peak            | Spacewatch           |
| 361157 | 2006 JF44              | 6 de maig de 2006      | Kitt Peak            | Spacewatch           |
| 361158 | 2006 JN49              | 1 de maig de 2006      | Kitt Peak            | Spacewatch           |
| 361159 | 2006 JU52              | 6 de maig de 2006      | Kitt Peak            | Spacewatch           |
| 361160 | 2006 JP62              | 1 de maig de 2006      | Kitt Peak            | M. W. Buie           |
| 361161 | 2006 KS3               | 19 de maig de 2006     | Mount Lemmon         | Mt. Lemmon Survey    |
| 361162 | 2006 KJ7               | 19 de maig de 2006     | Mount Lemmon         | Mt. Lemmon Survey    |
| 361163 | 2006 KB9               | 19 de maig de 2006     | Mount Lemmon         | Mt. Lemmon Survey    |
| 361164 | 2006 KK23              | 23 de maig de 2006     | Reedy Creek          | J. Broughton         |
| 361165 | 2006 KD41              | 19 de maig de 2006     | Mount Lemmon         | Mt. Lemmon Survey    |
| 361166 | 2006 KN64              | 23 de maig de 2006     | Mount Lemmon         | Mt. Lemmon Survey    |
| 361167 | 2006 KY64              | 23 de maig de 2006     | Mount Lemmon         | Mt. Lemmon Survey    |
| 361168 | 2006 KS81              | 25 de maig de 2006     | Mount Lemmon         | Mt. Lemmon Survey    |
| 361169 | 2006 KC83              | 20 de maig de 2006     | Anderson Mesa        | LONEOS               |
| 361170 | 2006 KN92              | 25 de maig de 2006     | Kitt Peak            | Spacewatch           |
| 361171 | 2006 KH107             | 31 de maig de 2006     | Mount Lemmon         | Mt. Lemmon Survey    |
| 361172 | 2006 KM107             | 31 de maig de 2006     | Mount Lemmon         | Mt. Lemmon Survey    |
| 361173 | 2006 LZ5               | 3 de juny de 2006      | Mount Lemmon         | Mt. Lemmon Survey    |
| 361174 | 2006 OF8               | 20 de juliol de 2006   | Palomar              | NEAT                 |
| 361175 | 2006 OV19              | 20 de juliol de 2006   | Siding Spring        | Siding Spring Survey |
| 361176 | 2006 PF6               | 5 de novembre de 1999  | Kitt Peak            | Spacewatch           |
| 361177 | 2006 PC16              | 15 d'agost de 2006     | Palomar              | NEAT                 |
| 361178 | 2006 PH18              | 12 d'agost de 2006     | Palomar              | NEAT                 |
| 361179 | 2006 PJ25              | 13 d'agost de 2006     | Palomar              | NEAT                 |
| 361180 | 2006 QK3               | 17 d'agost de 2006     | Palomar              | NEAT                 |
| 361181 | 2006 QL24              | 17 d'agost de 2006     | Palomar              | NEAT                 |
| 361182 | 2006 QV32              | 22 d'agost de 2006     | Palomar              | NEAT                 |
| 361183 | 2006 QB34              | 24 d'agost de 2006     | Pises                | Pises                |
| 361184 | 2006 QM38              | 18 d'agost de 2006     | Socorro              | LINEAR               |
| 361185 | 2006 QP38              | 18 d'agost de 2006     | Anderson Mesa        | LONEOS               |
| 361186 | 2006 QE41              | 17 d'agost de 2006     | Palomar              | NEAT                 |
| 361187 | 2006 QW70              | 21 d'agost de 2006     | Kitt Peak            | Spacewatch           |
| 361188 | 2006 QD86              | 27 d'agost de 2006     | Kitt Peak            | Spacewatch           |
| 361189 | 2006 QC133             | 23 d'agost de 2006     | Palomar              | NEAT                 |
| 361190 | 2006 QR136             | 29 d'agost de 2006     | Catalina             | CSS                  |
| 361191 | 2006 QF169             | 30 d'agost de 2006     | Anderson Mesa        | LONEOS               |
| 361192 | 2006 QZ178             | 21 d'agost de 2006     | Kitt Peak            | Spacewatch           |
| 361193 | 2006 QW184             | 29 d'agost de 2006     | Lulin                | H.-C. Lin, Q.-z. Ye  |
| 361194 | 2006 RK4               | 12 de setembre de 2006 | Catalina             | CSS                  |
| 361195 | 2006 RM5               | 14 de setembre de 2006 | Catalina             | CSS                  |
| 361196 | 2006 RX17              | 14 de setembre de 2006 | Palomar              | NEAT                 |
| 361197 | 2006 RN18              | 14 de setembre de 2006 | Catalina             | CSS                  |
| 361198 | 2006 RQ19              | 14 de setembre de 2006 | Palomar              | NEAT                 |
| 361199 | 2006 RR23              | 13 de setembre de 2006 | Palomar              | NEAT                 |
| 361200 | 2006 RU25              | 14 de setembre de 2006 | Kitt Peak            | Spacewatch           |

## 361201-361300
| Nom             | Designació provisional | Data de descobriment   | Lloc de descobriment | Descobridor/s             |
| --------------- | ---------------------- | ---------------------- | -------------------- | ------------------------- |
| 361201          | 2006 RQ32              | 15 de setembre de 2006 | Kitt Peak            | Spacewatch                |
| 361202          | 2006 RZ33              | 12 de setembre de 2006 | Catalina             | CSS                       |
| 361203          | 2006 RE39              | 14 de setembre de 2006 | Catalina             | CSS                       |
| 361204          | 2006 RX45              | 14 de setembre de 2006 | Kitt Peak            | Spacewatch                |
| 361205          | 2006 RA75              | 15 de setembre de 2006 | Kitt Peak            | Spacewatch                |
| 361206          | 2006 RF78              | 15 de setembre de 2006 | Kitt Peak            | Spacewatch                |
| 361207          | 2006 RZ85              | 15 de setembre de 2006 | Kitt Peak            | Spacewatch                |
| 361208          | 2006 RK89              | 15 de setembre de 2006 | Kitt Peak            | Spacewatch                |
| 361209          | 2006 RH91              | 15 de setembre de 2006 | Kitt Peak            | Spacewatch                |
| 361210          | 2006 RN94              | 15 de setembre de 2006 | Kitt Peak            | Spacewatch                |
| 361211          | 2006 RR95              | 15 de setembre de 2006 | Kitt Peak            | Spacewatch                |
| 361212          | 2006 SK1               | 16 de setembre de 2006 | Kitt Peak            | Spacewatch                |
| 361213          | 2006 SA12              | 16 de setembre de 2006 | Catalina             | CSS                       |
| 361214          | 2006 SO18              | 17 de setembre de 2006 | Kitt Peak            | Spacewatch                |
| 361215          | 2006 SM32              | 17 de setembre de 2006 | Kitt Peak            | Spacewatch                |
| 361216          | 2006 SY39              | 18 de setembre de 2006 | Catalina             | CSS                       |
| 361217          | 2006 SL44              | 17 de setembre de 2006 | Catalina             | CSS                       |
| 361218          | 2006 SL50              | 16 de setembre de 2006 | Catalina             | CSS                       |
| 361219          | 2006 SW70              | 19 de setembre de 2006 | Kitt Peak            | Spacewatch                |
| 361220          | 2006 SD87              | 18 de setembre de 2006 | Kitt Peak            | Spacewatch                |
| 361221          | 2006 SU88              | 18 de setembre de 2006 | Kitt Peak            | Spacewatch                |
| 361222          | 2006 SB96              | 18 de setembre de 2006 | Kitt Peak            | Spacewatch                |
| 361223          | 2006 SS98              | 18 de setembre de 2006 | Kitt Peak            | Spacewatch                |
| 361224          | 2006 SH99              | 18 de setembre de 2006 | Kitt Peak            | Spacewatch                |
| 361225          | 2006 SW106             | 19 de setembre de 2006 | Kitt Peak            | Spacewatch                |
| 361226          | 2006 SA108             | 19 de setembre de 2006 | Anderson Mesa        | LONEOS                    |
| 361227          | 2006 SG113             | 23 de setembre de 2006 | Kitt Peak            | Spacewatch                |
| 361228          | 2006 SH124             | 19 de setembre de 2006 | Catalina             | CSS                       |
| 361229          | 2006 SB127             | 22 de setembre de 2006 | Catalina             | CSS                       |
| 361230          | 2006 SB133             | 16 de setembre de 2006 | Catalina             | CSS                       |
| 361231          | 2006 ST152             | 19 de setembre de 2006 | Kitt Peak            | Spacewatch                |
| 361232          | 2006 SL165             | 25 de setembre de 2006 | Kitt Peak            | Spacewatch                |
| 361233          | 2006 SF167             | 25 de setembre de 2006 | Kitt Peak            | Spacewatch                |
| 361234          | 2006 SO170             | 25 de setembre de 2006 | Kitt Peak            | Spacewatch                |
| 361235          | 2006 SG179             | 25 de setembre de 2006 | Kitt Peak            | Spacewatch                |
| 361236          | 2006 SM184             | 25 de setembre de 2006 | Kitt Peak            | Spacewatch                |
| 361237          | 2006 SZ196             | 26 de setembre de 2006 | Mount Lemmon         | Mt. Lemmon Survey         |
| 361238          | 2006 SO207             | 25 de setembre de 2006 | Kitt Peak            | Spacewatch                |
| 361239          | 2006 SQ212             | 26 de setembre de 2006 | Kitt Peak            | Spacewatch                |
| 361240          | 2006 SR223             | 25 de setembre de 2006 | Kitt Peak            | Spacewatch                |
| 361241          | 2006 SG229             | 18 de setembre de 2006 | Catalina             | CSS                       |
| 361242          | 2006 SV232             | 26 de setembre de 2006 | Kitt Peak            | Spacewatch                |
| 361243          | 2006 SX249             | 26 de setembre de 2006 | Kitt Peak            | Spacewatch                |
| 361244          | 2006 SO252             | 26 de setembre de 2006 | Kitt Peak            | Spacewatch                |
| 361245          | 2006 SB260             | 26 de setembre de 2006 | Kitt Peak            | Spacewatch                |
| 361246          | 2006 SE260             | 26 de setembre de 2006 | Kitt Peak            | Spacewatch                |
| 361247          | 2006 SC262             | 26 de setembre de 2006 | Mount Lemmon         | Mt. Lemmon Survey         |
| 361248          | 2006 SE263             | 26 de setembre de 2006 | Kitt Peak            | Spacewatch                |
| 361249          | 2006 SY263             | 26 de setembre de 2006 | Kitt Peak            | Spacewatch                |
| 361250          | 2006 SV273             | 27 de setembre de 2006 | Mount Lemmon         | Mt. Lemmon Survey         |
| 361251          | 2006 SY273             | 27 de setembre de 2006 | Mount Lemmon         | Mt. Lemmon Survey         |
| 361252          | 2006 SJ279             | 28 de setembre de 2006 | Kitt Peak            | Spacewatch                |
| 361253          | 2006 SA301             | 26 de setembre de 2006 | Mount Lemmon         | Mt. Lemmon Survey         |
| 361254          | 2006 SN316             | 27 de setembre de 2006 | Kitt Peak            | Spacewatch                |
| 361255          | 2006 SY317             | 27 de setembre de 2006 | Kitt Peak            | Spacewatch                |
| 361256          | 2006 SK318             | 27 de setembre de 2006 | Kitt Peak            | Spacewatch                |
| 361257          | 2006 SS322             | 27 de setembre de 2006 | Kitt Peak            | Spacewatch                |
| 361258          | 2006 SY327             | 27 de setembre de 2006 | Kitt Peak            | Spacewatch                |
| 361259          | 2006 SS335             | 28 de setembre de 2006 | Kitt Peak            | Spacewatch                |
| 361260          | 2006 SG342             | 28 de setembre de 2006 | Kitt Peak            | Spacewatch                |
| 361261          | 2006 SS353             | 30 de setembre de 2006 | Catalina             | CSS                       |
| 361262          | 2006 SE357             | 30 de setembre de 2006 | Catalina             | CSS                       |
| 361263          | 2006 SD366             | 30 de setembre de 2006 | Catalina             | CSS                       |
| 361264          | 2006 SB370             | 18 de setembre de 2006 | La Sagra             | La Sagra                  |
| 361265          | 2006 SS372             | 23 de setembre de 2006 | Moletai              | K. Cernis, J. Zdanavicius |
| 361266          | 2006 SA376             | 17 de setembre de 2006 | Apache Point         | A. C. Becker              |
| (361267) ʻIʻiwi | 2006 SV395             | 17 de setembre de 2006 | Mauna Kea            | J. Masiero                |
| 361268          | 2006 SU398             | 17 de setembre de 2006 | Kitt Peak            | Spacewatch                |
| 361269          | 2006 SR399             | 18 de setembre de 2006 | Catalina             | CSS                       |
| 361270          | 2006 SD404             | 30 de setembre de 2006 | Mount Lemmon         | Mt. Lemmon Survey         |
| 361271          | 2006 SK405             | 17 de setembre de 2006 | Kitt Peak            | Spacewatch                |
| 361272          | 2006 SD407             | 18 de setembre de 2006 | Catalina             | CSS                       |
| 361273          | 2006 SV407             | 25 de setembre de 2006 | Mount Lemmon         | Mt. Lemmon Survey         |
| 361274          | 2006 SQ411             | 18 de setembre de 2006 | Catalina             | CSS                       |
| 361275          | 2006 TC4               | 2 d'octubre de 2006    | Mount Lemmon         | Mt. Lemmon Survey         |
| 361276          | 2006 TA12              | 3 d'octubre de 2006    | Kitt Peak            | Spacewatch                |
| 361277          | 2006 TX12              | 28 de setembre de 2006 | Catalina             | CSS                       |
| 361278          | 2006 TD18              | 11 d'octubre de 2006   | Kitt Peak            | Spacewatch                |
| 361279          | 2006 TV18              | 11 d'octubre de 2006   | Kitt Peak            | Spacewatch                |
| 361280          | 2006 TC19              | 11 d'octubre de 2006   | Kitt Peak            | Spacewatch                |
| 361281          | 2006 TR29              | 12 d'octubre de 2006   | Kitt Peak            | Spacewatch                |
| 361282          | 2006 TC31              | 12 d'octubre de 2006   | Kitt Peak            | Spacewatch                |
| 361283          | 2006 TP31              | 12 d'octubre de 2006   | Kitt Peak            | Spacewatch                |
| 361284          | 2006 TS34              | 12 d'octubre de 2006   | Kitt Peak            | Spacewatch                |
| 361285          | 2006 TY34              | 12 d'octubre de 2006   | Kitt Peak            | Spacewatch                |
| 361286          | 2006 TB35              | 12 d'octubre de 2006   | Kitt Peak            | Spacewatch                |
| 361287          | 2006 TX35              | 12 d'octubre de 2006   | Kitt Peak            | Spacewatch                |
| 361288          | 2006 TL40              | 12 d'octubre de 2006   | Kitt Peak            | Spacewatch                |
| 361289          | 2006 TV41              | 12 d'octubre de 2006   | Kitt Peak            | Spacewatch                |
| 361290          | 2006 TQ47              | 12 d'octubre de 2006   | Kitt Peak            | Spacewatch                |
| 361291          | 2006 TW47              | 12 d'octubre de 2006   | Kitt Peak            | Spacewatch                |
| 361292          | 2006 TA49              | 12 d'octubre de 2006   | Palomar              | NEAT                      |
| 361293          | 2006 TV52              | 12 d'octubre de 2006   | Kitt Peak            | Spacewatch                |
| 361294          | 2006 TN55              | 12 d'octubre de 2006   | Palomar              | NEAT                      |
| 361295          | 2006 TY57              | 15 d'octubre de 2006   | Catalina             | CSS                       |
| 361296          | 2006 TX58              | 13 d'octubre de 2006   | Kitt Peak            | Spacewatch                |
| 361297          | 2006 TL63              | 10 d'octubre de 2006   | Palomar              | NEAT                      |
| 361298          | 2006 TN78              | 12 d'octubre de 2006   | Kitt Peak            | Spacewatch                |
| 361299          | 2006 TX79              | 13 d'octubre de 2006   | Kitt Peak            | Spacewatch                |
| 361300          | 2006 TM80              | 13 d'octubre de 2006   | Kitt Peak            | Spacewatch                |

## 361301-361400
| Nom    | Designació provisional | Data de descobriment   | Lloc de descobriment | Descobridor/s        |
| ------ | ---------------------- | ---------------------- | -------------------- | -------------------- |
| 361301 | 2006 TF91              | 13 d'octubre de 2006   | Kitt Peak            | Spacewatch           |
| 361302 | 2006 TZ100             | 15 d'octubre de 2006   | Kitt Peak            | Spacewatch           |
| 361303 | 2006 TB104             | 15 d'octubre de 2006   | Kitt Peak            | Spacewatch           |
| 361304 | 2006 TV108             | 12 d'octubre de 2006   | Siding Spring        | Siding Spring Survey |
| 361305 | 2006 TH121             | 12 d'octubre de 2006   | Apache Point         | A. C. Becker         |
| 361306 | 2006 TM122             | 4 d'octubre de 2006    | Mount Lemmon         | Mt. Lemmon Survey    |
| 361307 | 2006 TW123             | 2 d'octubre de 2006    | Mount Lemmon         | Mt. Lemmon Survey    |
| 361308 | 2006 UV                | 16 d'octubre de 2006   | Altschwendt          | W. Ries              |
| 361309 | 2006 UW4               | 16 d'octubre de 2006   | Kitt Peak            | Spacewatch           |
| 361310 | 2006 UO5               | 16 d'octubre de 2006   | Catalina             | CSS                  |
| 361311 | 2006 UT6               | 16 d'octubre de 2006   | Catalina             | CSS                  |
| 361312 | 2006 UG10              | 17 d'octubre de 2006   | Kitt Peak            | Spacewatch           |
| 361313 | 2006 UX17              | 16 d'octubre de 2006   | Catalina             | CSS                  |
| 361314 | 2006 UZ19              | 16 d'octubre de 2006   | Kitt Peak            | Spacewatch           |
| 361315 | 2006 UJ25              | 16 d'octubre de 2006   | Kitt Peak            | Spacewatch           |
| 361316 | 2006 UH28              | 16 d'octubre de 2006   | Kitt Peak            | Spacewatch           |
| 361317 | 2006 UC31              | 16 d'octubre de 2006   | Kitt Peak            | Spacewatch           |
| 361318 | 2006 UU31              | 27 de setembre de 2006 | Mount Lemmon         | Mt. Lemmon Survey    |
| 361319 | 2006 UG34              | 16 d'octubre de 2006   | Kitt Peak            | Spacewatch           |
| 361320 | 2006 UL35              | 30 de setembre de 2006 | Catalina             | CSS                  |
| 361321 | 2006 UU35              | 16 d'octubre de 2006   | Kitt Peak            | Spacewatch           |
| 361322 | 2006 UR38              | 16 d'octubre de 2006   | Kitt Peak            | Spacewatch           |
| 361323 | 2006 UK42              | 16 d'octubre de 2006   | Kitt Peak            | Spacewatch           |
| 361324 | 2006 UU42              | 16 d'octubre de 2006   | Kitt Peak            | Spacewatch           |
| 361325 | 2006 UE50              | 17 d'octubre de 2006   | Kitt Peak            | Spacewatch           |
| 361326 | 2006 UL52              | 17 d'octubre de 2006   | Mount Lemmon         | Mt. Lemmon Survey    |
| 361327 | 2006 UX57              | 18 d'octubre de 2006   | Kitt Peak            | Spacewatch           |
| 361328 | 2006 UK59              | 19 d'octubre de 2006   | Kitt Peak            | Spacewatch           |
| 361329 | 2006 UU61              | 17 d'octubre de 2006   | Andrushivka          | Andrushivka          |
| 361330 | 2006 UJ65              | 16 d'octubre de 2006   | Kitt Peak            | Spacewatch           |
| 361331 | 2006 UC66              | 17 de setembre de 2006 | Kitt Peak            | Spacewatch           |
| 361332 | 2006 UJ72              | 17 d'octubre de 2006   | Kitt Peak            | Spacewatch           |
| 361333 | 2006 UJ79              | 17 d'octubre de 2006   | Kitt Peak            | Spacewatch           |
| 361334 | 2006 UZ85              | 17 d'octubre de 2006   | Kitt Peak            | Spacewatch           |
| 361335 | 2006 UY90              | 17 d'octubre de 2006   | Kitt Peak            | Spacewatch           |
| 361336 | 2006 UK93              | 18 d'octubre de 2006   | Kitt Peak            | Spacewatch           |
| 361337 | 2006 UG95              | 2 d'octubre de 2006    | Mount Lemmon         | Mt. Lemmon Survey    |
| 361338 | 2006 UA96              | 18 d'octubre de 2006   | Kitt Peak            | Spacewatch           |
| 361339 | 2006 UT100             | 18 d'octubre de 2006   | Kitt Peak            | Spacewatch           |
| 361340 | 2006 UT112             | 19 d'octubre de 2006   | Kitt Peak            | Spacewatch           |
| 361341 | 2006 UC124             | 19 d'octubre de 2006   | Kitt Peak            | Spacewatch           |
| 361342 | 2006 UO127             | 19 d'octubre de 2006   | Kitt Peak            | Spacewatch           |
| 361343 | 2006 UF133             | 19 d'octubre de 2006   | Kitt Peak            | Spacewatch           |
| 361344 | 2006 UQ134             | 19 d'octubre de 2006   | Kitt Peak            | Spacewatch           |
| 361345 | 2006 UA135             | 19 d'octubre de 2006   | Kitt Peak            | Spacewatch           |
| 361346 | 2006 UK154             | 21 d'octubre de 2006   | Mount Lemmon         | Mt. Lemmon Survey    |
| 361347 | 2006 UJ157             | 19 de setembre de 2006 | Kitt Peak            | Spacewatch           |
| 361348 | 2006 UW168             | 21 d'octubre de 2006   | Mount Lemmon         | Mt. Lemmon Survey    |
| 361349 | 2006 UW184             | 24 d'octubre de 2006   | Kitami               | K. Endate            |
| 361350 | 2006 UQ187             | 19 d'octubre de 2006   | Catalina             | CSS                  |
| 361351 | 2006 UY197             | 20 d'octubre de 2006   | Kitt Peak            | Spacewatch           |
| 361352 | 2006 UH200             | 21 d'octubre de 2006   | Kitt Peak            | Spacewatch           |
| 361353 | 2006 UB204             | 22 d'octubre de 2006   | Palomar              | NEAT                 |
| 361354 | 2006 UX211             | 23 d'octubre de 2006   | Kitt Peak            | Spacewatch           |
| 361355 | 2006 UZ211             | 23 d'octubre de 2006   | Kitt Peak            | Spacewatch           |
| 361356 | 2006 UX217             | 21 d'octubre de 2006   | Mount Lemmon         | Mt. Lemmon Survey    |
| 361357 | 2006 UN218             | 30 d'octubre de 2006   | Nyukasa              | Nyukasa              |
| 361358 | 2006 US219             | 16 d'octubre de 2006   | Catalina             | CSS                  |
| 361359 | 2006 UZ223             | 19 d'octubre de 2006   | Palomar              | NEAT                 |
| 361360 | 2006 UX225             | 20 d'octubre de 2006   | Palomar              | NEAT                 |
| 361361 | 2006 UA238             | 23 d'octubre de 2006   | Kitt Peak            | Spacewatch           |
| 361362 | 2006 UE247             | 20 d'octubre de 2006   | Kitt Peak            | Spacewatch           |
| 361363 | 2006 UX259             | 28 d'octubre de 2006   | Mount Lemmon         | Mt. Lemmon Survey    |
| 361364 | 2006 UJ260             | 28 d'octubre de 2006   | Mount Lemmon         | Mt. Lemmon Survey    |
| 361365 | 2006 UR263             | 27 d'octubre de 2006   | Kitt Peak            | Spacewatch           |
| 361366 | 2006 UD264             | 27 d'octubre de 2006   | Kitt Peak            | Spacewatch           |
| 361367 | 2006 UC271             | 27 d'octubre de 2006   | Kitt Peak            | Spacewatch           |
| 361368 | 2006 UF275             | 28 d'octubre de 2006   | Kitt Peak            | Spacewatch           |
| 361369 | 2006 UB276             | 26 de setembre de 2006 | Mount Lemmon         | Mt. Lemmon Survey    |
| 361370 | 2006 UL281             | 28 d'octubre de 2006   | Mount Lemmon         | Mt. Lemmon Survey    |
| 361371 | 2006 UP299             | 19 d'octubre de 2006   | Kitt Peak            | M. W. Buie           |
| 361372 | 2006 UL318             | 19 d'octubre de 2006   | Kitt Peak            | M. W. Buie           |
| 361373 | 2006 UY332             | 21 d'octubre de 2006   | Apache Point         | A. C. Becker         |
| 361374 | 2006 UY338             | 31 d'octubre de 2006   | Mount Lemmon         | Mt. Lemmon Survey    |
| 361375 | 2006 VN3               | 9 de novembre de 2006  | Kitt Peak            | Spacewatch           |
| 361376 | 2006 VU20              | 9 de novembre de 2006  | Kitt Peak            | Spacewatch           |
| 361377 | 2006 VN23              | 19 d'octubre de 2006   | Mount Lemmon         | Mt. Lemmon Survey    |
| 361378 | 2006 VY26              | 10 de novembre de 2006 | Kitt Peak            | Spacewatch           |
| 361379 | 2006 VK38              | 12 de novembre de 2006 | Mount Lemmon         | Mt. Lemmon Survey    |
| 361380 | 2006 VF39              | 12 de novembre de 2006 | Mount Lemmon         | Mt. Lemmon Survey    |
| 361381 | 2006 VA49              | 10 de novembre de 2006 | Kitt Peak            | Spacewatch           |
| 361382 | 2006 VS51              | 10 de novembre de 2006 | Kitt Peak            | Spacewatch           |
| 361383 | 2006 VY53              | 11 de novembre de 2006 | Kitt Peak            | Spacewatch           |
| 361384 | 2006 VL56              | 11 de novembre de 2006 | Kitt Peak            | Spacewatch           |
| 361385 | 2006 VT60              | 11 de novembre de 2006 | Kitt Peak            | Spacewatch           |
| 361386 | 2006 VO70              | 11 de novembre de 2006 | Kitt Peak            | Spacewatch           |
| 361387 | 2006 VN72              | 28 d'octubre de 2006   | Mount Lemmon         | Mt. Lemmon Survey    |
| 361388 | 2006 VD85              | 13 de novembre de 2006 | Catalina             | CSS                  |
| 361389 | 2006 VX91              | 15 de novembre de 2006 | Mount Lemmon         | Mt. Lemmon Survey    |
| 361390 | 2006 VY103             | 13 de novembre de 2006 | Kitt Peak            | Spacewatch           |
| 361391 | 2006 VL105             | 13 de novembre de 2006 | Kitt Peak            | Spacewatch           |
| 361392 | 2006 VF119             | 14 de novembre de 2006 | Mount Lemmon         | Mt. Lemmon Survey    |
| 361393 | 2006 VQ121             | 14 de novembre de 2006 | Mount Lemmon         | Mt. Lemmon Survey    |
| 361394 | 2006 VX126             | 15 de novembre de 2006 | Kitt Peak            | Spacewatch           |
| 361395 | 2006 VM140             | 15 de novembre de 2006 | Kitt Peak            | Spacewatch           |
| 361396 | 2006 VC142             | 14 de novembre de 2006 | Kitt Peak            | Spacewatch           |
| 361397 | 2006 WL21              | 2 de novembre de 2006  | Mount Lemmon         | Mt. Lemmon Survey    |
| 361398 | 2006 WM27              | 17 de novembre de 2006 | Catalina             | CSS                  |
| 361399 | 2006 WO31              | 16 de novembre de 2006 | Kitt Peak            | Spacewatch           |
| 361400 | 2006 WZ31              | 16 de novembre de 2006 | Kitt Peak            | Spacewatch           |

## 361401-361500
| Nom    | Designació provisional | Data de descobriment   | Lloc de descobriment | Descobridor/s     |
| ------ | ---------------------- | ---------------------- | -------------------- | ----------------- |
| 361401 | 2006 WL37              | 16 de novembre de 2006 | Kitt Peak            | Spacewatch        |
| 361402 | 2006 WQ37              | 16 de novembre de 2006 | Kitt Peak            | Spacewatch        |
| 361403 | 2006 WK38              | 16 de març de 2004     | Kitt Peak            | Spacewatch        |
| 361404 | 2006 WJ66              | 17 de novembre de 2006 | Mount Lemmon         | Mt. Lemmon Survey |
| 361405 | 2006 WC69              | 17 de novembre de 2006 | Kitt Peak            | Spacewatch        |
| 361406 | 2006 WZ75              | 18 de novembre de 2006 | Kitt Peak            | Spacewatch        |
| 361407 | 2006 WL86              | 18 de novembre de 2006 | Socorro              | LINEAR            |
| 361408 | 2006 WC94              | 19 de novembre de 2006 | Kitt Peak            | Spacewatch        |
| 361409 | 2006 WK99              | 19 de novembre de 2006 | Kitt Peak            | Spacewatch        |
| 361410 | 2006 WN104             | 31 d'octubre de 2006   | Mount Lemmon         | Mt. Lemmon Survey |
| 361411 | 2006 WO106             | 19 de novembre de 2006 | Kitt Peak            | Spacewatch        |
| 361412 | 2006 WY123             | 22 de novembre de 2006 | Kitt Peak            | Spacewatch        |
| 361413 | 2006 WQ130             | 17 de novembre de 2006 | Catalina             | CSS               |
| 361414 | 2006 WD141             | 20 de novembre de 2006 | Kitt Peak            | Spacewatch        |
| 361415 | 2006 WN152             | 21 de novembre de 2006 | Mount Lemmon         | Mt. Lemmon Survey |
| 361416 | 2006 WE161             | 23 de novembre de 2006 | Kitt Peak            | Spacewatch        |
| 361417 | 2006 WQ163             | 23 de novembre de 2006 | Kitt Peak            | Spacewatch        |
| 361418 | 2006 WB165             | 23 de novembre de 2006 | Kitt Peak            | Spacewatch        |
| 361419 | 2006 WR175             | 23 de novembre de 2006 | Mount Lemmon         | Mt. Lemmon Survey |
| 361420 | 2006 WE181             | 24 de novembre de 2006 | Mount Lemmon         | Mt. Lemmon Survey |
| 361421 | 2006 WL183             | 17 de novembre de 2006 | Kitt Peak            | Spacewatch        |
| 361422 | 2006 XS3               | 12 de desembre de 2006 | Palomar              | NEAT              |
| 361423 | 2006 XC7               | 9 de desembre de 2006  | Kitt Peak            | Spacewatch        |
| 361424 | 2006 XJ8               | 9 de desembre de 2006  | Kitt Peak            | Spacewatch        |
| 361425 | 2006 XU18              | 11 de desembre de 2006 | Socorro              | LINEAR            |
| 361426 | 2006 XZ27              | 13 de desembre de 2006 | Mount Lemmon         | Mt. Lemmon Survey |
| 361427 | 2006 XK28              | 13 de desembre de 2006 | Mount Lemmon         | Mt. Lemmon Survey |
| 361428 | 2006 XD56              | 13 de desembre de 2006 | Mount Lemmon         | Mt. Lemmon Survey |
| 361429 | 2006 YQ2               | 21 de desembre de 2006 | Mount Lemmon         | Mt. Lemmon Survey |
| 361430 | 2006 YU16              | 21 de desembre de 2006 | Mount Lemmon         | Mt. Lemmon Survey |
| 361431 | 2006 YP18              | 23 de desembre de 2006 | Catalina             | CSS               |
| 361432 | 2006 YE25              | 21 de desembre de 2006 | Kitt Peak            | Spacewatch        |
| 361433 | 2006 YO53              | 24 de desembre de 2006 | Kitt Peak            | Spacewatch        |
| 361434 | 2007 AS8               | 10 de gener de 2007    | Nyukasa              | Nyukasa           |
| 361435 | 2007 AY8               | 10 de gener de 2007    | Kitt Peak            | Spacewatch        |
| 361436 | 2007 AT17              | 15 de gener de 2007    | Anderson Mesa        | LONEOS            |
| 361437 | 2007 AQ20              | 10 de gener de 2007    | Kitt Peak            | Spacewatch        |
| 361438 | 2007 AJ21              | 10 de gener de 2007    | Mount Lemmon         | Mt. Lemmon Survey |
| 361439 | 2007 BP2               | 17 de gener de 2007    | Kitt Peak            | Spacewatch        |
| 361440 | 2007 BN13              | 17 de gener de 2007    | Kitt Peak            | Spacewatch        |
| 361441 | 2007 BA14              | 17 de gener de 2007    | Kitt Peak            | Spacewatch        |
| 361442 | 2007 BX15              | 17 de gener de 2007    | Kitt Peak            | Spacewatch        |
| 361443 | 2007 BL24              | 24 de gener de 2007    | Mount Lemmon         | Mt. Lemmon Survey |
| 361444 | 2007 BG30              | 24 de gener de 2007    | Catalina             | CSS               |
| 361445 | 2007 BA40              | 24 de gener de 2007    | Mount Lemmon         | Mt. Lemmon Survey |
| 361446 | 2007 BC48              | 17 de gener de 2007    | Kitt Peak            | Spacewatch        |
| 361447 | 2007 BD66              | 27 de gener de 2007    | Mount Lemmon         | Mt. Lemmon Survey |
| 361448 | 2007 BB71              | 28 de gener de 2007    | Mount Lemmon         | Mt. Lemmon Survey |
| 361449 | 2007 BD71              | 28 de gener de 2007    | Mount Lemmon         | Mt. Lemmon Survey |
| 361450 | 2007 BM73              | 21 de gener de 2007    | Nogales              | J.-C. Merlin      |
| 361451 | 2007 BD79              | 27 de gener de 2007    | Kitt Peak            | Spacewatch        |
| 361452 | 2007 BF102             | 28 de gener de 2007    | Catalina             | CSS               |
| 361453 | 2007 CE5               | 27 de desembre de 2006 | Mount Lemmon         | Mt. Lemmon Survey |
| 361454 | 2007 CF5               | 6 de febrer de 2007    | Kitt Peak            | Spacewatch        |
| 361455 | 2007 CQ18              | 8 de febrer de 2007    | Mount Lemmon         | Mt. Lemmon Survey |
| 361456 | 2007 CN19              | 6 de febrer de 2007    | Mount Lemmon         | Mt. Lemmon Survey |
| 361457 | 2007 CG27              | 5 de febrer de 2007    | Palomar              | NEAT              |
| 361458 | 2007 CY27              | 6 de febrer de 2007    | Kitt Peak            | Spacewatch        |
| 361459 | 2007 CO33              | 6 de febrer de 2007    | Mount Lemmon         | Mt. Lemmon Survey |
| 361460 | 2007 CP33              | 6 de febrer de 2007    | Mount Lemmon         | Mt. Lemmon Survey |
| 361461 | 2007 CK44              | 22 de novembre de 2006 | Mount Lemmon         | Mt. Lemmon Survey |
| 361462 | 2007 CQ47              | 10 de febrer de 2007   | Catalina             | CSS               |
| 361463 | 2007 CC60              | 10 de febrer de 2007   | Catalina             | CSS               |
| 361464 | 2007 CC63              | 15 de febrer de 2007   | Palomar              | NEAT              |
| 361465 | 2007 CZ71              | 14 de febrer de 2007   | Mauna Kea            | Mauna Kea         |
| 361466 | 2007 DV14              | 17 de febrer de 2007   | Kitt Peak            | Spacewatch        |
| 361467 | 2007 DJ26              | 17 de febrer de 2007   | Kitt Peak            | Spacewatch        |
| 361468 | 2007 DO28              | 17 de febrer de 2007   | Kitt Peak            | Spacewatch        |
| 361469 | 2007 DD29              | 17 de febrer de 2007   | Kitt Peak            | Spacewatch        |
| 361470 | 2007 DF31              | 21 de novembre de 2006 | Mount Lemmon         | Mt. Lemmon Survey |
| 361471 | 2007 DK39              | 17 de febrer de 2007   | Kitt Peak            | Spacewatch        |
| 361472 | 2007 DM43              | 1 de novembre de 2006  | Mount Lemmon         | Mt. Lemmon Survey |
| 361473 | 2007 DD44              | 17 de febrer de 2007   | Mount Lemmon         | Mt. Lemmon Survey |
| 361474 | 2007 DZ48              | 21 de febrer de 2007   | Mount Lemmon         | Mt. Lemmon Survey |
| 361475 | 2007 DW49              | 21 d'abril de 2002     | Palomar              | NEAT              |
| 361476 | 2007 DR52              | 19 de febrer de 2007   | Mount Lemmon         | Mt. Lemmon Survey |
| 361477 | 2007 DB55              | 21 de febrer de 2007   | Socorro              | LINEAR            |
| 361478 | 2007 DF70              | 21 de febrer de 2007   | Kitt Peak            | Spacewatch        |
| 361479 | 2007 DO79              | 28 de gener de 2007    | Catalina             | CSS               |
| 361480 | 2007 DY82              | 23 de febrer de 2007   | Mount Lemmon         | Mt. Lemmon Survey |
| 361481 | 2007 DW85              | 21 de febrer de 2007   | Mount Lemmon         | Mt. Lemmon Survey |
| 361482 | 2007 DP86              | 23 de febrer de 2007   | Mount Lemmon         | Mt. Lemmon Survey |
| 361483 | 2007 DG87              | 23 de febrer de 2007   | Kitt Peak            | Spacewatch        |
| 361484 | 2007 DR92              | 23 de febrer de 2007   | Kitt Peak            | Spacewatch        |
| 361485 | 2007 DH98              | 25 de febrer de 2007   | Mount Lemmon         | Mt. Lemmon Survey |
| 361486 | 2007 DO99              | 25 de febrer de 2007   | Mount Lemmon         | Mt. Lemmon Survey |
| 361487 | 2007 DG103             | 21 de febrer de 2007   | Kitt Peak            | M. W. Buie        |
| 361488 | 2007 DH110             | 17 de febrer de 2007   | Mount Lemmon         | Mt. Lemmon Survey |
| 361489 | 2007 DK112             | 25 de febrer de 2007   | Mount Lemmon         | Mt. Lemmon Survey |
| 361490 | 2007 DT116             | 17 de febrer de 2007   | Catalina             | CSS               |
| 361491 | 2007 DP117             | 27 de febrer de 2007   | Kitt Peak            | Spacewatch        |
| 361492 | 2007 EA12              | 26 de febrer de 2007   | Mount Lemmon         | Mt. Lemmon Survey |
| 361493 | 2007 ET12              | 9 de març de 2007      | Catalina             | CSS               |
| 361494 | 2007 EU18              | 14 d'agost de 2004     | Cerro Tololo         | L. H. Wasserman   |
| 361495 | 2007 EN28              | 9 de març de 2007      | Palomar              | NEAT              |
| 361496 | 2007 EH31              | 10 de març de 2007     | Kitt Peak            | Spacewatch        |
| 361497 | 2007 EM31              | 10 de març de 2007     | Kitt Peak            | Spacewatch        |
| 361498 | 2007 EZ37              | 11 de març de 2007     | Mount Lemmon         | Mt. Lemmon Survey |
| 361499 | 2007 EH60              | 10 de març de 2007     | Palomar              | NEAT              |
| 361500 | 2007 ER75              | 10 de març de 2007     | Kitt Peak            | Spacewatch        |

## 361501-361600
| Nom                      | Designació provisional | Data de descobriment   | Lloc de descobriment | Descobridor/s        |
| ------------------------ | ---------------------- | ---------------------- | -------------------- | -------------------- |
| 361501                   | 2007 EF78              | 10 de març de 2007     | Mount Lemmon         | Mt. Lemmon Survey    |
| 361502                   | 2007 ES91              | 25 d'octubre de 2005   | Kitt Peak            | Spacewatch           |
| 361503                   | 2007 EO104             | 11 de març de 2007     | Mount Lemmon         | Mt. Lemmon Survey    |
| 361504                   | 2007 EK110             | 11 de març de 2007     | Kitt Peak            | Spacewatch           |
| 361505                   | 2007 EO114             | 13 de març de 2007     | Catalina             | CSS                  |
| 361506                   | 2007 EK126             | 9 de març de 2007      | Kitt Peak            | Spacewatch           |
| 361507                   | 2007 EB136             | 10 de març de 2007     | Mount Lemmon         | Mt. Lemmon Survey    |
| 361508                   | 2007 EX136             | 10 de març de 2007     | Catalina             | CSS                  |
| 361509                   | 2007 EP145             | 26 de febrer de 2007   | Mount Lemmon         | Mt. Lemmon Survey    |
| 361510                   | 2007 ET157             | 24 de desembre de 2006 | Mount Lemmon         | Mt. Lemmon Survey    |
| 361511                   | 2007 EZ181             | 14 de març de 2007     | Kitt Peak            | Spacewatch           |
| 361512                   | 2007 EE200             | 11 de març de 2007     | Kitt Peak            | Spacewatch           |
| 361513                   | 2007 ER202             | 9 de març de 2007      | Catalina             | CSS                  |
| 361514                   | 2007 EA212             | 28 de novembre de 2006 | Kitt Peak            | Spacewatch           |
| 361515                   | 2007 EJ216             | 13 de març de 2007     | Catalina             | CSS                  |
| 361516                   | 2007 EO220             | 15 de març de 2007     | Kitt Peak            | Spacewatch           |
| 361517                   | 2007 EZ220             | 13 de març de 2007     | Kitt Peak            | Spacewatch           |
| 361518                   | 2007 FD                | 16 de març de 2007     | Kitt Peak            | Spacewatch           |
| 361519                   | 2007 FO1               | 17 de gener de 2007    | Palomar              | NEAT                 |
| 361520                   | 2007 FE12              | 17 de març de 2007     | Anderson Mesa        | LONEOS               |
| 361521                   | 2007 FG20              | 25 de març de 2007     | Pla D'Arguines       | R. Ferrando          |
| 361522                   | 2007 FR24              | 20 de març de 2007     | Mount Lemmon         | Mt. Lemmon Survey    |
| 361523                   | 2007 FN34              | 25 de març de 2007     | Altschwendt          | W. Ries              |
| 361524                   | 2007 FN35              | 24 de març de 2007     | Moletai              | Moletai              |
| 361525                   | 2007 FO42              | 17 de març de 2007     | Catalina             | CSS                  |
| 361526                   | 2007 FG46              | 26 de març de 2007     | Kitt Peak            | Spacewatch           |
| 361527                   | 2007 GL30              | 14 d'abril de 2007     | Mount Lemmon         | Mt. Lemmon Survey    |
| 361528                   | 2007 GK35              | 14 d'abril de 2007     | Kitt Peak            | Spacewatch           |
| 361529                   | 2007 GT51              | 15 d'abril de 2007     | Kitt Peak            | Spacewatch           |
| (361530) Victorfranzhess | 2007 HN16              | 22 d'abril de 2007     | Gaisberg             | R. Gierlinger        |
| 361531                   | 2007 HQ16              | 17 de febrer de 2007   | Mount Lemmon         | Mt. Lemmon Survey    |
| 361532                   | 2007 HF44              | 22 d'abril de 2007     | Mount Lemmon         | Mt. Lemmon Survey    |
| 361533                   | 2007 HM68              | 15 d'abril de 2007     | Catalina             | CSS                  |
| 361534                   | 2007 HD88              | 19 d'abril de 2007     | Mount Lemmon         | Mt. Lemmon Survey    |
| 361535                   | 2007 HY94              | 16 d'abril de 2007     | Catalina             | CSS                  |
| 361536                   | 2007 JE7               | 9 de maig de 2007      | Mount Lemmon         | Mt. Lemmon Survey    |
| 361537                   | 2007 JH16              | 11 de maig de 2007     | Catalina             | CSS                  |
| 361538                   | 2007 JZ20              | 11 de maig de 2007     | Socorro              | LINEAR               |
| 361539                   | 2007 KN3               | 23 de maig de 2007     | Mount Lemmon         | Mt. Lemmon Survey    |
| 361540                   | 2007 PP7               | 9 d'agost de 2007      | Bisei SG Center      | BATTeRS              |
| 361541                   | 2007 PF9               | 24 de setembre de 2000 | Socorro              | LINEAR               |
| 361542                   | 2007 PL24              | 12 d'agost de 2007     | Socorro              | LINEAR               |
| 361543                   | 2007 PQ24              | 12 d'agost de 2007     | Socorro              | LINEAR               |
| 361544                   | 2007 PA27              | 7 d'agost de 2007      | Palomar              | Palomar              |
| 361545                   | 2007 PS27              | 8 d'agost de 2007      | Siding Spring        | Siding Spring Survey |
| 361546                   | 2007 PP35              | 10 d'agost de 2007     | Kitt Peak            | Spacewatch           |
| 361547                   | 2007 PM37              | 13 d'agost de 2007     | Socorro              | LINEAR               |
| 361548                   | 2007 PS42              | 15 d'agost de 2007     | Socorro              | LINEAR               |
| 361549                   | 2007 PL50              | 8 d'agost de 2007      | Socorro              | LINEAR               |
| 361550                   | 2007 QF6               | 21 d'agost de 2007     | Anderson Mesa        | LONEOS               |
| 361551                   | 2007 QN7               | 21 d'agost de 2007     | Anderson Mesa        | LONEOS               |
| 361552                   | 2007 QJ8               | 21 d'agost de 2007     | Anderson Mesa        | LONEOS               |
| 361553                   | 2007 QM10              | 23 d'agost de 2007     | Kitt Peak            | Spacewatch           |
| 361554                   | 2007 QT13              | 21 d'agost de 2007     | Anderson Mesa        | LONEOS               |
| 361555                   | 2007 QP16              | 21 d'agost de 2007     | Anderson Mesa        | LONEOS               |
| 361556                   | 2007 RJ                | 1 de setembre de 2007  | Dauban               | Chante-Perdrix       |
| 361557                   | 2007 RS2               | 2 de setembre de 2007  | Mount Lemmon         | Mt. Lemmon Survey    |
| 361558                   | 2007 RM4               | 3 de setembre de 2007  | Catalina             | CSS                  |
| 361559                   | 2007 RD10              | 2 de setembre de 2007  | Mount Lemmon         | Mt. Lemmon Survey    |
| 361560                   | 2007 RX14              | 11 de setembre de 2007 | Dauban               | Chante-Perdrix       |
| 361561                   | 2007 RH37              | 8 de setembre de 2007  | Anderson Mesa        | LONEOS               |
| 361562                   | 2007 RN41              | 9 de setembre de 2007  | Anderson Mesa        | LONEOS               |
| 361563                   | 2007 RZ50              | 9 de setembre de 2007  | Kitt Peak            | Spacewatch           |
| 361564                   | 2007 RP53              | 9 de setembre de 2007  | Kitt Peak            | Spacewatch           |
| 361565                   | 2007 RB55              | 9 de setembre de 2007  | Kitt Peak            | Spacewatch           |
| 361566                   | 2007 RH84              | 10 de setembre de 2007 | Kitt Peak            | Spacewatch           |
| 361567                   | 2007 RF92              | 10 de setembre de 2007 | Mount Lemmon         | Mt. Lemmon Survey    |
| 361568                   | 2007 RL93              | 10 de setembre de 2007 | Kitt Peak            | Spacewatch           |
| 361569                   | 2007 RJ97              | 2 de febrer de 2000    | Socorro              | LINEAR               |
| 361570                   | 2007 RM98              | 10 de setembre de 2007 | Kitt Peak            | Spacewatch           |
| 361571                   | 2007 RP98              | 10 de setembre de 2007 | Kitt Peak            | Spacewatch           |
| 361572                   | 2007 RG128             | 12 de setembre de 2007 | Mount Lemmon         | Mt. Lemmon Survey    |
| 361573                   | 2007 RB137             | 14 de setembre de 2007 | Mount Lemmon         | Mt. Lemmon Survey    |
| 361574                   | 2007 RO142             | 13 de setembre de 2007 | Socorro              | LINEAR               |
| 361575                   | 2007 RO143             | 14 de setembre de 2007 | Socorro              | LINEAR               |
| 361576                   | 2007 RQ148             | 12 de setembre de 2007 | Catalina             | CSS                  |
| 361577                   | 2007 RF166             | 24 d'agost de 2007     | Kitt Peak            | Spacewatch           |
| 361578                   | 2007 RS174             | 2 d'abril de 2006      | Kitt Peak            | Spacewatch           |
| 361579                   | 2007 RY174             | 10 de setembre de 2007 | Kitt Peak            | Spacewatch           |
| 361580                   | 2007 RW184             | 13 de setembre de 2007 | Catalina             | CSS                  |
| 361581                   | 2007 RE208             | 10 de setembre de 2007 | Kitt Peak            | Spacewatch           |
| 361582                   | 2007 RS208             | 10 de setembre de 2007 | Kitt Peak            | Spacewatch           |
| 361583                   | 2007 RF228             | 10 de setembre de 2007 | Mount Lemmon         | Mt. Lemmon Survey    |
| 361584                   | 2007 RA233             | 12 de setembre de 2007 | Catalina             | CSS                  |
| 361585                   | 2007 RT238             | 14 de setembre de 2007 | Catalina             | CSS                  |
| 361586                   | 2007 RB240             | 14 de setembre de 2007 | Catalina             | CSS                  |
| 361587                   | 2007 RS240             | 10 de setembre de 2007 | Catalina             | CSS                  |
| 361588                   | 2007 RU242             | 15 de setembre de 2007 | Socorro              | LINEAR               |
| 361589                   | 2007 RB244             | 15 de setembre de 2007 | Socorro              | LINEAR               |
| 361590                   | 2007 RJ245             | 11 de setembre de 2007 | Kitt Peak            | Spacewatch           |
| 361591                   | 2007 RX247             | 13 de setembre de 2007 | Catalina             | CSS                  |
| 361592                   | 2007 RO260             | 14 de setembre de 2007 | Mount Lemmon         | Mt. Lemmon Survey    |
| 361593                   | 2007 RE277             | 5 de setembre de 2007  | Catalina             | CSS                  |
| 361594                   | 2007 RM288             | 12 de setembre de 2007 | Mount Lemmon         | Mt. Lemmon Survey    |
| 361595                   | 2007 RR289             | 12 de setembre de 2007 | Mount Lemmon         | Mt. Lemmon Survey    |
| 361596                   | 2007 RY290             | 10 de setembre de 2007 | Mount Lemmon         | Mt. Lemmon Survey    |
| 361597                   | 2007 RH293             | 13 de setembre de 2007 | Mount Lemmon         | Mt. Lemmon Survey    |
| 361598                   | 2007 RH295             | 14 de setembre de 2007 | Mount Lemmon         | Mt. Lemmon Survey    |
| 361599                   | 2007 RQ311             | 2 de setembre de 2007  | Catalina             | CSS                  |
| 361600                   | 2007 RU316             | 9 de setembre de 2007  | Kitt Peak            | Spacewatch           |

## 361601-361700
| Nom                     | Designació provisional | Data de descobriment   | Lloc de descobriment | Descobridor/s          |
| ----------------------- | ---------------------- | ---------------------- | -------------------- | ---------------------- |
| 361601                  | 2007 RY323             | 12 de setembre de 2007 | Mount Lemmon         | Mt. Lemmon Survey      |
| 361602                  | 2007 RX324             | 13 de setembre de 2007 | Kitt Peak            | Spacewatch             |
| 361603                  | 2007 RJ325             | 14 de setembre de 2007 | Mount Lemmon         | Mt. Lemmon Survey      |
| 361604                  | 2007 SK4               | 20 de setembre de 2007 | Catalina             | CSS                    |
| 361605                  | 2007 SU17              | 30 de setembre de 2007 | Kitt Peak            | Spacewatch             |
| 361606                  | 2007 SS23              | 26 de setembre de 2007 | Mount Lemmon         | Mt. Lemmon Survey      |
| 361607                  | 2007 SY23              | 24 de setembre de 2007 | Socorro              | LINEAR                 |
| 361608                  | 2007 TK3               | 3 d'octubre de 2007    | Calvin-Rehoboth      | L. A. Molnar           |
| 361609                  | 2007 TS7               | 7 d'octubre de 2007    | Dauban               | Chante-Perdrix         |
| 361610                  | 2007 TH18              | 20 de setembre de 2007 | Kitt Peak            | Spacewatch             |
| 361611                  | 2007 TY18              | 9 d'octubre de 2007    | Kitt Peak            | Spacewatch             |
| 361612                  | 2007 TO30              | 4 d'octubre de 2007    | Kitt Peak            | Spacewatch             |
| 361613                  | 2007 TZ44              | 13 de setembre de 2007 | Mount Lemmon         | Mt. Lemmon Survey      |
| 361614                  | 2007 TO47              | 4 d'octubre de 2007    | Kitt Peak            | Spacewatch             |
| 361615                  | 2007 TT55              | 4 d'octubre de 2007    | Kitt Peak            | Spacewatch             |
| 361616                  | 2007 TS64              | 7 d'octubre de 2007    | Mount Lemmon         | Mt. Lemmon Survey      |
| 361617                  | 2007 TD75              | 3 d'octubre de 2007    | Purple Mountain      | PMO NEO Survey Program |
| 361618                  | 2007 TG76              | 5 d'octubre de 2007    | Kitt Peak            | Spacewatch             |
| 361619                  | 2007 TJ80              | 7 d'octubre de 2007    | Catalina             | CSS                    |
| 361620                  | 2007 TK82              | 8 d'octubre de 2007    | Mount Lemmon         | Mt. Lemmon Survey      |
| 361621                  | 2007 TZ86              | 8 d'octubre de 2007    | Mount Lemmon         | Mt. Lemmon Survey      |
| 361622                  | 2007 TB92              | 4 d'octubre de 2007    | Purple Mountain      | PMO NEO Survey Program |
| 361623                  | 2007 TD114             | 8 d'octubre de 2007    | Catalina             | CSS                    |
| 361624                  | 2007 TN114             | 8 d'octubre de 2007    | Catalina             | CSS                    |
| 361625                  | 2007 TP142             | 13 d'octubre de 2007   | Dauban               | Chante-Perdrix         |
| 361626                  | 2007 TP145             | 6 d'octubre de 2007    | Socorro              | LINEAR                 |
| 361627                  | 2007 TG148             | 7 d'octubre de 2007    | Socorro              | LINEAR                 |
| 361628                  | 2007 TO157             | 9 d'octubre de 2007    | Socorro              | LINEAR                 |
| 361629                  | 2007 TD164             | 11 d'octubre de 2007   | Socorro              | LINEAR                 |
| 361630                  | 2007 TF175             | 4 d'octubre de 2007    | Kitt Peak            | Spacewatch             |
| 361631                  | 2007 TL176             | 5 d'octubre de 2007    | Kitt Peak            | Spacewatch             |
| 361632                  | 2007 TE181             | 8 d'octubre de 2007    | Anderson Mesa        | LONEOS                 |
| 361633                  | 2007 TP182             | 8 d'octubre de 2007    | Anderson Mesa        | LONEOS                 |
| 361634                  | 2007 TY185             | 13 d'octubre de 2007   | Socorro              | LINEAR                 |
| 361635                  | 2007 TF200             | 8 d'octubre de 2007    | Kitt Peak            | Spacewatch             |
| 361636                  | 2007 TP212             | 7 d'octubre de 2007    | Kitt Peak            | Spacewatch             |
| 361637                  | 2007 TP217             | 7 d'octubre de 2007    | Kitt Peak            | Spacewatch             |
| 361638                  | 2007 TX218             | 10 de setembre de 2007 | Mount Lemmon         | Mt. Lemmon Survey      |
| 361639                  | 2007 TO243             | 8 d'octubre de 2007    | Catalina             | CSS                    |
| 361640                  | 2007 TH244             | 8 d'octubre de 2007    | Catalina             | CSS                    |
| 361641                  | 2007 TR251             | 11 d'octubre de 2007   | Mount Lemmon         | Mt. Lemmon Survey      |
| 361642                  | 2007 TE256             | 10 d'octubre de 2007   | Kitt Peak            | Spacewatch             |
| 361643                  | 2007 TB260             | 10 d'octubre de 2007   | Mount Lemmon         | Mt. Lemmon Survey      |
| 361644                  | 2007 TH299             | 12 d'octubre de 2007   | Kitt Peak            | Spacewatch             |
| 361645                  | 2007 TE301             | 12 d'octubre de 2007   | Kitt Peak            | Spacewatch             |
| 361646                  | 2007 TU303             | 12 d'octubre de 2007   | Anderson Mesa        | LONEOS                 |
| 361647                  | 2007 TJ316             | 12 d'octubre de 2007   | Kitt Peak            | Spacewatch             |
| 361648                  | 2007 TZ317             | 12 d'octubre de 2007   | Kitt Peak            | Spacewatch             |
| 361649                  | 2007 TO318             | 14 de setembre de 2007 | Mount Lemmon         | Mt. Lemmon Survey      |
| 361650                  | 2007 TR320             | 13 d'octubre de 2007   | Catalina             | CSS                    |
| 361651                  | 2007 TO326             | 11 d'octubre de 2007   | Kitt Peak            | Spacewatch             |
| 361652                  | 2007 TS328             | 11 d'octubre de 2007   | Kitt Peak            | Spacewatch             |
| 361653                  | 2007 TX330             | 11 d'octubre de 2007   | Kitt Peak            | Spacewatch             |
| 361654                  | 2007 TK338             | 13 d'octubre de 2007   | Lulin                | LUSS                   |
| 361655                  | 2007 TL338             | 13 d'octubre de 2007   | Lulin                | LUSS                   |
| 361656                  | 2007 TG353             | 8 d'octubre de 2007    | Mount Lemmon         | Mt. Lemmon Survey      |
| 361657                  | 2007 TP356             | 12 d'octubre de 2007   | Catalina             | CSS                    |
| 361658                  | 2007 TE357             | 12 d'octubre de 2007   | Kitt Peak            | Spacewatch             |
| 361659                  | 2007 TS380             | 14 d'octubre de 2007   | Kitt Peak            | Spacewatch             |
| 361660                  | 2007 TB383             | 15 de setembre de 2007 | Mount Lemmon         | Mt. Lemmon Survey      |
| 361661                  | 2007 TH386             | 15 d'octubre de 2007   | Catalina             | CSS                    |
| 361662                  | 2007 TB391             | 14 d'octubre de 2007   | Catalina             | CSS                    |
| 361663                  | 2007 TS407             | 15 d'octubre de 2007   | Kitt Peak            | Spacewatch             |
| 361664                  | 2007 TS409             | 15 d'octubre de 2007   | Mount Lemmon         | Mt. Lemmon Survey      |
| 361665                  | 2007 TH410             | 13 d'octubre de 2007   | Catalina             | CSS                    |
| 361666                  | 2007 TF419             | 10 d'octubre de 2007   | Kitt Peak            | Spacewatch             |
| 361667                  | 2007 TX422             | 12 d'octubre de 2007   | Kitt Peak            | Spacewatch             |
| 361668                  | 2007 TQ424             | 8 d'octubre de 2007    | Kitt Peak            | Spacewatch             |
| 361669                  | 2007 TN430             | 12 d'octubre de 2007   | Mount Lemmon         | Mt. Lemmon Survey      |
| 361670                  | 2007 TR450             | 12 d'octubre de 2007   | Mount Lemmon         | Mt. Lemmon Survey      |
| 361671                  | 2007 TU450             | 13 d'octubre de 2007   | Socorro              | LINEAR                 |
| 361672                  | 2007 TW451             | 11 d'octubre de 2007   | Socorro              | LINEAR                 |
| 361673                  | 2007 UU1               | 17 d'octubre de 2007   | Junk Bond            | D. Healy               |
| 361674                  | 2007 UB5               | 16 d'octubre de 2007   | Andrushivka          | Andrushivka            |
| 361675                  | 2007 UA6               | 21 d'octubre de 2007   | La Sagra             | La Sagra               |
| 361676                  | 2007 UH31              | 19 d'octubre de 2007   | Catalina             | CSS                    |
| 361677                  | 2007 UJ31              | 19 d'octubre de 2007   | Catalina             | CSS                    |
| 361678                  | 2007 UP33              | 9 d'octubre de 2007    | Catalina             | CSS                    |
| 361679                  | 2007 UC38              | 19 d'octubre de 2007   | Kitt Peak            | Spacewatch             |
| 361680                  | 2007 UG38              | 19 d'octubre de 2007   | Kitt Peak            | Spacewatch             |
| 361681                  | 2007 UO46              | 20 d'octubre de 2007   | Catalina             | CSS                    |
| 361682                  | 2007 UY50              | 24 d'octubre de 2007   | Mount Lemmon         | Mt. Lemmon Survey      |
| 361683                  | 2007 UO91              | 30 d'octubre de 2007   | Mount Lemmon         | Mt. Lemmon Survey      |
| 361684                  | 2007 UJ114             | 7 d'octubre de 2007    | Kitt Peak            | Spacewatch             |
| 361685                  | 2007 UL114             | 31 d'octubre de 2007   | Kitt Peak            | Spacewatch             |
| 361686                  | 2007 UP114             | 31 d'octubre de 2007   | Kitt Peak            | Spacewatch             |
| 361687                  | 2007 UX128             | 24 d'octubre de 2007   | Mount Lemmon         | Mt. Lemmon Survey      |
| 361688                  | 2007 UN129             | 24 d'octubre de 2007   | Mount Lemmon         | Mt. Lemmon Survey      |
| 361689                  | 2007 VY7               | 4 de novembre de 2007  | Catalina             | CSS                    |
| (361690) Laurelanmaurer | 2007 VN8               | 5 de novembre de 2007  | Tooele               | Tooele                 |
| 361691                  | 2007 VZ45              | 1 de novembre de 2007  | Kitt Peak            | Spacewatch             |
| 361692                  | 2007 VU51              | 1 de novembre de 2007  | Kitt Peak            | Spacewatch             |
| 361693                  | 2007 VO101             | 2 de novembre de 2007  | Kitt Peak            | Spacewatch             |
| 361694                  | 2007 VL102             | 2 de novembre de 2007  | Kitt Peak            | Spacewatch             |
| 361695                  | 2007 VE108             | 3 de novembre de 2007  | Kitt Peak            | Spacewatch             |
| 361696                  | 2007 VM125             | 5 de novembre de 2007  | Purple Mountain      | PMO NEO Survey Program |
| 361697                  | 2007 VS153             | 4 de novembre de 2007  | Kitt Peak            | Spacewatch             |
| 361698                  | 2007 VT155             | 5 de novembre de 2007  | Kitt Peak            | Spacewatch             |
| 361699                  | 2007 VD162             | 5 de novembre de 2007  | Kitt Peak            | Spacewatch             |
| 361700                  | 2007 VA165             | 5 de novembre de 2007  | Kitt Peak            | Spacewatch             |

## 361701-361800
| Nom                  | Designació provisional | Data de descobriment   | Lloc de descobriment | Descobridor/s          |
| -------------------- | ---------------------- | ---------------------- | -------------------- | ---------------------- |
| 361701               | 2007 VZ171             | 24 de novembre de 2003 | Kitt Peak            | Deep Ecliptic Survey   |
| 361702               | 2007 VN195             | 7 de novembre de 2007  | Mount Lemmon         | Mt. Lemmon Survey      |
| 361703               | 2007 VO202             | 7 de novembre de 2007  | Mount Lemmon         | Mt. Lemmon Survey      |
| 361704               | 2007 VZ206             | 9 de novembre de 2007  | Catalina             | CSS                    |
| 361705               | 2007 VC245             | 14 de novembre de 2007 | Bisei SG Center      | BATTeRS                |
| 361706               | 2007 VY250             | 9 de novembre de 2007  | Catalina             | CSS                    |
| 361707               | 2007 VU251             | 10 de novembre de 2007 | Purple Mountain      | PMO NEO Survey Program |
| 361708               | 2007 VG258             | 15 de novembre de 2007 | Mount Lemmon         | Mt. Lemmon Survey      |
| 361709               | 2007 VP267             | 15 de setembre de 2007 | Mount Lemmon         | Mt. Lemmon Survey      |
| 361710               | 2007 VB290             | 14 de novembre de 2007 | Kitt Peak            | Spacewatch             |
| 361711               | 2007 VA295             | 15 de novembre de 2007 | Anderson Mesa        | LONEOS                 |
| 361712               | 2007 VX295             | 5 de novembre de 2007  | XuYi                 | PMO NEO Survey Program |
| 361713               | 2007 VL303             | 12 de setembre de 2007 | Catalina             | CSS                    |
| 361714               | 2007 VL307             | 3 de novembre de 2007  | Kitt Peak            | Spacewatch             |
| 361715               | 2007 VO313             | 9 de novembre de 2007  | Kitt Peak            | Spacewatch             |
| 361716               | 2007 VM321             | 18 de desembre de 2003 | Socorro              | LINEAR                 |
| 361717               | 2007 VX322             | 2 de novembre de 2007  | Socorro              | LINEAR                 |
| 361718               | 2007 VA324             | 5 de novembre de 2007  | Socorro              | LINEAR                 |
| 361719               | 2007 VJ329             | 14 de novembre de 2007 | Kitt Peak            | Spacewatch             |
| 361720               | 2007 VZ334             | 14 de novembre de 2007 | Kitt Peak            | Spacewatch             |
| 361721               | 2007 WS9               | 17 de novembre de 2007 | Mount Lemmon         | Mt. Lemmon Survey      |
| 361722               | 2007 WF19              | 18 de novembre de 2007 | Mount Lemmon         | Mt. Lemmon Survey      |
| 361723               | 2007 WO27              | 3 de novembre de 2007  | Kitt Peak            | Spacewatch             |
| 361724               | 2007 WK31              | 19 de novembre de 2007 | Kitt Peak            | Spacewatch             |
| 361725               | 2007 WF33              | 19 de novembre de 2007 | Mount Lemmon         | Mt. Lemmon Survey      |
| 361726               | 2007 WS43              | 19 de novembre de 2007 | Mount Lemmon         | Mt. Lemmon Survey      |
| 361727               | 2007 WY49              | 20 de novembre de 2007 | Mount Lemmon         | Mt. Lemmon Survey      |
| 361728               | 2007 WT50              | 20 de novembre de 2007 | Mount Lemmon         | Mt. Lemmon Survey      |
| 361729               | 2007 WU52              | 17 de novembre de 2007 | Catalina             | CSS                    |
| 361730               | 2007 WS55              | 29 de novembre de 2007 | Lulin                | LUSS                   |
| 361731               | 2007 WN61              | 18 de novembre de 2007 | Socorro              | LINEAR                 |
| 361732               | 2007 WN62              | 19 de novembre de 2003 | Kitt Peak            | Spacewatch             |
| 361733               | 2007 XF3               | 20 d'octubre de 2007   | Mount Lemmon         | Mt. Lemmon Survey      |
| 361734               | 2007 XQ10              | 5 de desembre de 2007  | Pla D'Arguines       | R. Ferrando            |
| 361735               | 2007 XJ11              | 19 d'octubre de 2007   | Catalina             | CSS                    |
| 361736               | 2007 XQ12              | 4 de desembre de 2007  | Kitt Peak            | Spacewatch             |
| 361737               | 2007 XQ14              | 5 de desembre de 2007  | Mount Lemmon         | Mt. Lemmon Survey      |
| 361738               | 2007 XR17              | 10 de desembre de 2007 | Socorro              | LINEAR                 |
| 361739               | 2007 XV18              | 15 de setembre de 2007 | Mount Lemmon         | Mt. Lemmon Survey      |
| 361740               | 2007 XH22              | 10 de desembre de 2007 | Socorro              | LINEAR                 |
| 361741               | 2007 XQ23              | 15 de setembre de 2007 | Mount Lemmon         | Mt. Lemmon Survey      |
| 361742               | 2007 XW28              | 5 de novembre de 2007  | Kitt Peak            | Spacewatch             |
| 361743               | 2007 XG33              | 9 de desembre de 2007  | Nyukasa              | Nyukasa                |
| 361744               | 2007 XV36              | 13 de desembre de 2007 | Socorro              | LINEAR                 |
| 361745               | 2007 XU39              | 13 de desembre de 2007 | Socorro              | LINEAR                 |
| 361746               | 2007 XD41              | 14 de desembre de 2007 | Socorro              | LINEAR                 |
| 361747               | 2007 XZ50              | 6 de desembre de 2007  | Catalina             | CSS                    |
| 361748               | 2007 XH52              | 6 de desembre de 2007  | Mount Lemmon         | Mt. Lemmon Survey      |
| 361749               | 2007 XW52              | 14 de desembre de 2007 | Mount Lemmon         | Mt. Lemmon Survey      |
| 361750               | 2007 XP55              | 28 de setembre de 2003 | Socorro              | LINEAR                 |
| 361751               | 2007 XO59              | 3 de desembre de 2007  | Kitt Peak            | Spacewatch             |
| 361752               | 2007 YZ3               | 19 de desembre de 2007 | Piszkesteto          | K. Sarneczky           |
| 361753               | 2007 YJ21              | 4 de desembre de 2007  | Mount Lemmon         | Mt. Lemmon Survey      |
| 361754               | 2007 YV29              | 28 de desembre de 2007 | Socorro              | LINEAR                 |
| 361755               | 2007 YN54              | 19 d'octubre de 1998   | Kitt Peak            | Spacewatch             |
| 361756               | 2007 YZ55              | 30 de desembre de 2007 | Catalina             | CSS                    |
| 361757               | 2007 YZ60              | 16 de desembre de 2007 | Catalina             | CSS                    |
| 361758               | 2007 YC62              | 18 de desembre de 2007 | Mount Lemmon         | Mt. Lemmon Survey      |
| 361759               | 2007 YM63              | 31 de desembre de 2007 | Kitt Peak            | Spacewatch             |
| 361760               | 2007 YF65              | 16 de desembre de 2007 | Catalina             | CSS                    |
| 361761               | 2007 YE66              | 30 de desembre de 2007 | Kitt Peak            | Spacewatch             |
| 361762               | 2007 YR67              | 17 de desembre de 2007 | Mount Lemmon         | Mt. Lemmon Survey      |
| 361763               | 2007 YN73              | 30 de desembre de 2007 | Kitt Peak            | Spacewatch             |
| (361764) Antonbuslov | 2008 AK2               | 6 de gener de 2008     | Zelenchukskaya S     | Zelenchukskaya Stn     |
| 361765               | 2008 AE5               | 9 de gener de 2008     | Lulin                | LUSS                   |
| 361766               | 2008 AR6               | 10 de gener de 2008    | Mount Lemmon         | Mt. Lemmon Survey      |
| 361767               | 2008 AF8               | 10 de gener de 2008    | Kitt Peak            | Spacewatch             |
| 361768               | 2008 AD11              | 10 de gener de 2008    | Mount Lemmon         | Mt. Lemmon Survey      |
| 361769               | 2008 AG17              | 10 de gener de 2008    | Kitt Peak            | Spacewatch             |
| 361770               | 2008 AC21              | 10 de gener de 2008    | Mount Lemmon         | Mt. Lemmon Survey      |
| 361771               | 2008 AV27              | 14 de desembre de 2007 | Mount Lemmon         | Mt. Lemmon Survey      |
| 361772               | 2008 AY29              | 10 de gener de 2008    | Altschwendt          | W. Ries                |
| 361773               | 2008 AM34              | 10 de gener de 2008    | Kitt Peak            | Spacewatch             |
| 361774               | 2008 AF38              | 10 de gener de 2008    | Mount Lemmon         | Mt. Lemmon Survey      |
| 361775               | 2008 AK42              | 10 de gener de 2008    | Mount Lemmon         | Mt. Lemmon Survey      |
| 361776               | 2008 AK56              | 11 de gener de 2008    | Kitt Peak            | Spacewatch             |
| 361777               | 2008 AT57              | 11 de gener de 2008    | Kitt Peak            | Spacewatch             |
| 361778               | 2008 AM68              | 11 de gener de 2008    | Mount Lemmon         | Mt. Lemmon Survey      |
| 361779               | 2008 AA81              | 31 de desembre de 2007 | Kitt Peak            | Spacewatch             |
| 361780               | 2008 AW84              | 11 de gener de 2008    | Catalina             | CSS                    |
| 361781               | 2008 AF87              | 12 de gener de 2008    | Mount Lemmon         | Mt. Lemmon Survey      |
| 361782               | 2008 AW88              | 13 de gener de 2008    | Kitt Peak            | Spacewatch             |
| 361783               | 2008 AU90              | 13 de gener de 2008    | Kitt Peak            | Spacewatch             |
| 361784               | 2008 AN97              | 14 de gener de 2008    | Kitt Peak            | Spacewatch             |
| 361785               | 2008 AR99              | 14 de gener de 2008    | Kitt Peak            | Spacewatch             |
| 361786               | 2008 AG102             | 13 de gener de 2008    | Kitt Peak            | Spacewatch             |
| 361787               | 2008 AZ112             | 5 de gener de 2008     | Purple Mountain      | PMO NEO Survey Program |
| 361788               | 2008 AM129             | 11 de gener de 2008    | Socorro              | LINEAR                 |
| 361789               | 2008 BV3               | 16 de gener de 2008    | Kitt Peak            | Spacewatch             |
| 361790               | 2008 BE5               | 16 de gener de 2008    | Kitt Peak            | Spacewatch             |
| 361791               | 2008 BP31              | 30 de gener de 2008    | Mount Lemmon         | Mt. Lemmon Survey      |
| 361792               | 2008 BM38              | 31 de gener de 2008    | Mount Lemmon         | Mt. Lemmon Survey      |
| 361793               | 2008 BR39              | 30 de gener de 2008    | Catalina             | CSS                    |
| 361794               | 2008 BS40              | 30 de gener de 2008    | Mount Lemmon         | Mt. Lemmon Survey      |
| 361795               | 2008 BN50              | 18 de gener de 2008    | Kitt Peak            | Spacewatch             |
| 361796               | 2008 BX53              | 30 de gener de 2008    | Mount Lemmon         | Mt. Lemmon Survey      |
| 361797               | 2008 BA54              | 31 de gener de 2008    | Mount Lemmon         | Mt. Lemmon Survey      |
| 361798               | 2008 CK16              | 3 de febrer de 2008    | Kitt Peak            | Spacewatch             |
| 361799               | 2008 CR18              | 3 de febrer de 2008    | Kitt Peak            | Spacewatch             |
| 361800               | 2008 CH20              | 14 de desembre de 2007 | Mount Lemmon         | Mt. Lemmon Survey      |

## 361801-361900
| Nom    | Designació provisional | Data de descobriment   | Lloc de descobriment | Descobridor/s     |
| ------ | ---------------------- | ---------------------- | -------------------- | ----------------- |
| 361801 | 2008 CR20              | 2 de febrer de 2008    | Mount Lemmon         | Mt. Lemmon Survey |
| 361802 | 2008 CS20              | 4 de febrer de 2008    | La Sagra             | La Sagra          |
| 361803 | 2008 CD24              | 1 de febrer de 2008    | Kitt Peak            | Spacewatch        |
| 361804 | 2008 CD25              | 1 de febrer de 2008    | Kitt Peak            | Spacewatch        |
| 361805 | 2008 CG30              | 30 de març de 2004     | Kitt Peak            | Spacewatch        |
| 361806 | 2008 CA36              | 2 de febrer de 2008    | Kitt Peak            | Spacewatch        |
| 361807 | 2008 CZ37              | 2 de febrer de 2008    | Kitt Peak            | Spacewatch        |
| 361808 | 2008 CL38              | 2 de febrer de 2008    | Mount Lemmon         | Mt. Lemmon Survey |
| 361809 | 2008 CD48              | 3 de febrer de 2008    | Catalina             | CSS               |
| 361810 | 2008 CN50              | 6 de febrer de 2008    | Catalina             | CSS               |
| 361811 | 2008 CT52              | 7 de febrer de 2008    | Kitt Peak            | Spacewatch        |
| 361812 | 2008 CY58              | 7 de febrer de 2008    | Mount Lemmon         | Mt. Lemmon Survey |
| 361813 | 2008 CN71              | 6 de febrer de 2008    | Catalina             | CSS               |
| 361814 | 2008 CL73              | 6 de febrer de 2008    | Catalina             | CSS               |
| 361815 | 2008 CB77              | 6 de febrer de 2008    | Catalina             | CSS               |
| 361816 | 2008 CW90              | 13 de gener de 2008    | Catalina             | CSS               |
| 361817 | 2008 CC94              | 8 de febrer de 2008    | Mount Lemmon         | Mt. Lemmon Survey |
| 361818 | 2008 CF101             | 9 de febrer de 2008    | Mount Lemmon         | Mt. Lemmon Survey |
| 361819 | 2008 CE104             | 9 de febrer de 2008    | Mount Lemmon         | Mt. Lemmon Survey |
| 361820 | 2008 CG108             | 30 de gener de 2008    | Vail-Jarnac          | Jarnac            |
| 361821 | 2008 CK128             | 8 de febrer de 2008    | Kitt Peak            | Spacewatch        |
| 361822 | 2008 CF137             | 8 de febrer de 2008    | Mount Lemmon         | Mt. Lemmon Survey |
| 361823 | 2008 CL147             | 9 de febrer de 2008    | Kitt Peak            | Spacewatch        |
| 361824 | 2008 CG157             | 9 de febrer de 2008    | Kitt Peak            | Spacewatch        |
| 361825 | 2008 CV165             | 10 de febrer de 2008   | Mount Lemmon         | Mt. Lemmon Survey |
| 361826 | 2008 CB177             | 10 de febrer de 2008   | Socorro              | LINEAR            |
| 361827 | 2008 CF178             | 6 de febrer de 2008    | Catalina             | CSS               |
| 361828 | 2008 CX178             | 6 de febrer de 2008    | Catalina             | CSS               |
| 361829 | 2008 CH187             | 3 de febrer de 2008    | Catalina             | CSS               |
| 361830 | 2008 CO194             | 11 de febrer de 2008   | Mount Lemmon         | Mt. Lemmon Survey |
| 361831 | 2008 CU200             | 8 de febrer de 2008    | Kitt Peak            | Spacewatch        |
| 361832 | 2008 CS206             | 10 de febrer de 2008   | Kitt Peak            | Spacewatch        |
| 361833 | 2008 CP212             | 8 de febrer de 2008    | Socorro              | LINEAR            |
| 361834 | 2008 DW4               | 27 de febrer de 2008   | Bisei SG Center      | BATTeRS           |
| 361835 | 2008 DK8               | 24 de febrer de 2008   | Mount Lemmon         | Mt. Lemmon Survey |
| 361836 | 2008 DE11              | 26 de febrer de 2008   | Kitt Peak            | Spacewatch        |
| 361837 | 2008 DK13              | 26 de febrer de 2008   | Kitt Peak            | Spacewatch        |
| 361838 | 2008 DU14              | 26 de febrer de 2008   | Mount Lemmon         | Mt. Lemmon Survey |
| 361839 | 2008 DL31              | 27 de febrer de 2008   | Kitt Peak            | Spacewatch        |
| 361840 | 2008 DY33              | 27 de febrer de 2008   | Mount Lemmon         | Mt. Lemmon Survey |
| 361841 | 2008 DG38              | 27 de febrer de 2008   | Kitt Peak            | Spacewatch        |
| 361842 | 2008 DE39              | 27 de febrer de 2008   | Mount Lemmon         | Mt. Lemmon Survey |
| 361843 | 2008 DR44              | 28 de febrer de 2008   | Mount Lemmon         | Mt. Lemmon Survey |
| 361844 | 2008 DD47              | 28 de febrer de 2008   | Kitt Peak            | Spacewatch        |
| 361845 | 2008 DL48              | 28 de febrer de 2008   | Kitt Peak            | Spacewatch        |
| 361846 | 2008 DC52              | 29 de febrer de 2008   | Mount Lemmon         | Mt. Lemmon Survey |
| 361847 | 2008 DW56              | 28 de febrer de 2008   | Mount Lemmon         | Mt. Lemmon Survey |
| 361848 | 2008 DX60              | 28 de febrer de 2008   | Mount Lemmon         | Mt. Lemmon Survey |
| 361849 | 2008 DF62              | 28 de febrer de 2008   | Kitt Peak            | Spacewatch        |
| 361850 | 2008 DR70              | 13 de febrer de 2008   | Catalina             | CSS               |
| 361851 | 2008 DG71              | 28 de febrer de 2008   | Mount Lemmon         | Mt. Lemmon Survey |
| 361852 | 2008 DT77              | 28 de febrer de 2008   | Mount Lemmon         | Mt. Lemmon Survey |
| 361853 | 2008 DQ82              | 28 de febrer de 2008   | Kitt Peak            | Spacewatch        |
| 361854 | 2008 DM88              | 18 de febrer de 2008   | Mount Lemmon         | Mt. Lemmon Survey |
| 361855 | 2008 EX1               | 1 de març de 2008      | Kitt Peak            | Spacewatch        |
| 361856 | 2008 EO13              | 1 de març de 2008      | Kitt Peak            | Spacewatch        |
| 361857 | 2008 EK23              | 3 de març de 2008      | Catalina             | CSS               |
| 361858 | 2008 EH47              | 5 de març de 2008      | Mount Lemmon         | Mt. Lemmon Survey |
| 361859 | 2008 ET57              | 7 de març de 2008      | Mount Lemmon         | Mt. Lemmon Survey |
| 361860 | 2008 ED60              | 8 de març de 2008      | Catalina             | CSS               |
| 361861 | 2008 ED69              | 11 de març de 2008     | Catalina             | CSS               |
| 361862 | 2008 EF71              | 9 de febrer de 2008    | Kitt Peak            | Spacewatch        |
| 361863 | 2008 EH76              | 7 de març de 2008      | Mount Lemmon         | Mt. Lemmon Survey |
| 361864 | 2008 EZ86              | 7 de març de 2008      | Kitt Peak            | Spacewatch        |
| 361865 | 2008 ES93              | 11 de febrer de 2008   | Kitt Peak            | Spacewatch        |
| 361866 | 2008 EA109             | 7 de març de 2008      | Mount Lemmon         | Mt. Lemmon Survey |
| 361867 | 2008 EC126             | 10 de març de 2008     | Kitt Peak            | Spacewatch        |
| 361868 | 2008 EB149             | 2 de març de 2008      | Kitt Peak            | Spacewatch        |
| 361869 | 2008 EY166             | 7 de març de 2008      | Catalina             | CSS               |
| 361870 | 2008 FL9               | 26 de març de 2008     | Kitt Peak            | Spacewatch        |
| 361871 | 2008 FJ12              | 26 de març de 2008     | Mount Lemmon         | Mt. Lemmon Survey |
| 361872 | 2008 FR14              | 26 de març de 2008     | Mount Lemmon         | Mt. Lemmon Survey |
| 361873 | 2008 FD16              | 27 de març de 2008     | Kitt Peak            | Spacewatch        |
| 361874 | 2008 FX17              | 26 de febrer de 2008   | Kitt Peak            | Spacewatch        |
| 361875 | 2008 FU22              | 27 de març de 2008     | Kitt Peak            | Spacewatch        |
| 361876 | 2008 FG29              | 28 de març de 2008     | Kitt Peak            | Spacewatch        |
| 361877 | 2008 FT36              | 28 de març de 2008     | Mount Lemmon         | Mt. Lemmon Survey |
| 361878 | 2008 FN54              | 28 de març de 2008     | Mount Lemmon         | Mt. Lemmon Survey |
| 361879 | 2008 FQ54              | 28 de febrer de 2008   | Mount Lemmon         | Mt. Lemmon Survey |
| 361880 | 2008 FF55              | 28 de març de 2008     | Mount Lemmon         | Mt. Lemmon Survey |
| 361881 | 2008 FJ58              | 25 d'abril de 2003     | Campo Imperatore     | CINEOS            |
| 361882 | 2008 FE65              | 28 de març de 2008     | Kitt Peak            | Spacewatch        |
| 361883 | 2008 FP66              | 28 de març de 2008     | Kitt Peak            | Spacewatch        |
| 361884 | 2008 FM70              | 28 de març de 2008     | Kitt Peak            | Spacewatch        |
| 361885 | 2008 FF75              | 11 de desembre de 2006 | Kitt Peak            | Spacewatch        |
| 361886 | 2008 FD79              | 27 de març de 2008     | Mount Lemmon         | Mt. Lemmon Survey |
| 361887 | 2008 FZ81              | 13 de setembre de 2005 | Kitt Peak            | Spacewatch        |
| 361888 | 2008 FP89              | 13 de gener de 2008    | Kitt Peak            | Spacewatch        |
| 361889 | 2008 FV89              | 11 de febrer de 2008   | Kitt Peak            | Spacewatch        |
| 361890 | 2008 FV93              | 29 de març de 2008     | Kitt Peak            | Spacewatch        |
| 361891 | 2008 FP100             | 30 de març de 2008     | Kitt Peak            | Spacewatch        |
| 361892 | 2008 FO116             | 27 de març de 2008     | Kitt Peak            | Spacewatch        |
| 361893 | 2008 FF121             | 6 d'agost de 2004      | Palomar              | NEAT              |
| 361894 | 2008 FP124             | 30 de març de 2008     | Kitt Peak            | Spacewatch        |
| 361895 | 2008 FS130             | 30 de març de 2008     | Kitt Peak            | Spacewatch        |
| 361896 | 2008 FU134             | 30 de març de 2008     | Kitt Peak            | Spacewatch        |
| 361897 | 2008 GN2               | 13 de febrer de 2008   | Mount Lemmon         | Mt. Lemmon Survey |
| 361898 | 2008 GN5               | 1 d'abril de 2008      | Kitt Peak            | Spacewatch        |
| 361899 | 2008 GW14              | 3 d'abril de 2008      | Mount Lemmon         | Mt. Lemmon Survey |
| 361900 | 2008 GC17              | 3 d'abril de 2008      | Kitt Peak            | Spacewatch        |

## 361901-362000
| Nom    | Designació provisional | Data de descobriment   | Lloc de descobriment | Descobridor/s        |
| ------ | ---------------------- | ---------------------- | -------------------- | -------------------- |
| 361901 | 2008 GX19              | 4 d'abril de 2008      | Kitt Peak            | Spacewatch           |
| 361902 | 2008 GJ31              | 3 d'abril de 2008      | Kitt Peak            | Spacewatch           |
| 361903 | 2008 GH33              | 3 d'abril de 2008      | Mount Lemmon         | Mt. Lemmon Survey    |
| 361904 | 2008 GJ36              | 3 d'abril de 2008      | Kitt Peak            | Spacewatch           |
| 361905 | 2008 GE38              | 3 d'abril de 2008      | Kitt Peak            | Spacewatch           |
| 361906 | 2008 GV40              | 4 d'abril de 2008      | Kitt Peak            | Spacewatch           |
| 361907 | 2008 GK42              | 4 d'abril de 2008      | Kitt Peak            | Spacewatch           |
| 361908 | 2008 GR47              | 4 d'abril de 2008      | Kitt Peak            | Spacewatch           |
| 361909 | 2008 GY59              | 25 d'agost de 2004     | Kitt Peak            | Spacewatch           |
| 361910 | 2008 GL67              | 28 de març de 2008     | Mount Lemmon         | Mt. Lemmon Survey    |
| 361911 | 2008 GK68              | 6 d'abril de 2008      | Kitt Peak            | Spacewatch           |
| 361912 | 2008 GP92              | 6 d'abril de 2008      | Kitt Peak            | Spacewatch           |
| 361913 | 2008 GE97              | 21 de novembre de 2005 | Kitt Peak            | Spacewatch           |
| 361914 | 2008 GH97              | 4 d'abril de 2008      | Kitt Peak            | Spacewatch           |
| 361915 | 2008 GW97              | 8 d'abril de 2008      | Kitt Peak            | Spacewatch           |
| 361916 | 2008 GE98              | 8 d'abril de 2008      | Kitt Peak            | Spacewatch           |
| 361917 | 2008 GQ102             | 10 d'abril de 2008     | Kitt Peak            | Spacewatch           |
| 361918 | 2008 GV102             | 10 d'abril de 2008     | Kitt Peak            | Spacewatch           |
| 361919 | 2008 GK103             | 11 d'abril de 2008     | Kitt Peak            | Spacewatch           |
| 361920 | 2008 GM110             | 1 d'abril de 2008      | Catalina             | CSS                  |
| 361921 | 2008 GV112             | 13 d'abril de 2008     | Catalina             | CSS                  |
| 361922 | 2008 GL121             | 13 d'abril de 2008     | Kitt Peak            | Spacewatch           |
| 361923 | 2008 GS126             | 14 d'abril de 2008     | Mount Lemmon         | Mt. Lemmon Survey    |
| 361924 | 2008 GW127             | 14 d'abril de 2008     | Mount Lemmon         | Mt. Lemmon Survey    |
| 361925 | 2008 GL132             | 13 d'abril de 2008     | Mount Lemmon         | Mt. Lemmon Survey    |
| 361926 | 2008 GU132             | 14 d'abril de 2008     | Mount Lemmon         | Mt. Lemmon Survey    |
| 361927 | 2008 GD133             | 15 d'abril de 2008     | Mount Lemmon         | Mt. Lemmon Survey    |
| 361928 | 2008 GC134             | 13 d'abril de 2008     | Mount Lemmon         | Mt. Lemmon Survey    |
| 361929 | 2008 GA135             | 12 d'abril de 2008     | Kitt Peak            | Spacewatch           |
| 361930 | 2008 GR140             | 9 d'abril de 2008      | Kitt Peak            | Spacewatch           |
| 361931 | 2008 GE146             | 14 d'abril de 2008     | Mount Lemmon         | Mt. Lemmon Survey    |
| 361932 | 2008 HK5               | 24 d'abril de 2008     | Kitt Peak            | Spacewatch           |
| 361933 | 2008 HP7               | 24 d'abril de 2008     | Kitt Peak            | Spacewatch           |
| 361934 | 2008 HD16              | 25 d'abril de 2008     | Kitt Peak            | Spacewatch           |
| 361935 | 2008 HF18              | 26 d'abril de 2008     | Kitt Peak            | Spacewatch           |
| 361936 | 2008 HO24              | 27 d'abril de 2008     | Kitt Peak            | Spacewatch           |
| 361937 | 2008 HJ27              | 27 d'abril de 2008     | Mount Lemmon         | Mt. Lemmon Survey    |
| 361938 | 2008 HS33              | 26 d'abril de 2008     | Kitt Peak            | Spacewatch           |
| 361939 | 2008 HY38              | 26 d'abril de 2008     | Mount Lemmon         | Mt. Lemmon Survey    |
| 361940 | 2008 HF44              | 16 d'abril de 2008     | Mount Lemmon         | Mt. Lemmon Survey    |
| 361941 | 2008 HK50              | 29 d'abril de 2008     | Kitt Peak            | Spacewatch           |
| 361942 | 2008 HC52              | 29 d'abril de 2008     | Mount Lemmon         | Mt. Lemmon Survey    |
| 361943 | 2008 HW52              | 1 d'abril de 2008      | Kitt Peak            | Spacewatch           |
| 361944 | 2008 HL53              | 29 d'abril de 2008     | Kitt Peak            | Spacewatch           |
| 361945 | 2008 HO57              | 30 d'abril de 2008     | Kitt Peak            | Spacewatch           |
| 361946 | 2008 HV58              | 30 d'abril de 2008     | Mount Lemmon         | Mt. Lemmon Survey    |
| 361947 | 2008 HE62              | 30 d'abril de 2008     | Kitt Peak            | Spacewatch           |
| 361948 | 2008 HK62              | 30 d'abril de 2008     | Kitt Peak            | Spacewatch           |
| 361949 | 2008 HM62              | 30 d'abril de 2008     | Kitt Peak            | Spacewatch           |
| 361950 | 2008 HD64              | 29 d'abril de 2008     | Mount Lemmon         | Mt. Lemmon Survey    |
| 361951 | 2008 JO2               | 24 de gener de 2007    | Mount Lemmon         | Mt. Lemmon Survey    |
| 361952 | 2008 JM5               | 3 de maig de 2008      | Mount Lemmon         | Mt. Lemmon Survey    |
| 361953 | 2008 JY5               | 1 de maig de 2008      | Catalina             | CSS                  |
| 361954 | 2008 JV6               | 2 de maig de 2008      | Kitt Peak            | Spacewatch           |
| 361955 | 2008 JB9               | 3 d'abril de 2008      | Mount Lemmon         | Mt. Lemmon Survey    |
| 361956 | 2008 JW12              | 26 de gener de 2007    | Kitt Peak            | Spacewatch           |
| 361957 | 2008 JC15              | 3 de maig de 2008      | Catalina             | CSS                  |
| 361958 | 2008 JR17              | 4 de maig de 2008      | Kitt Peak            | Spacewatch           |
| 361959 | 2008 JT17              | 14 d'abril de 2008     | Mount Lemmon         | Mt. Lemmon Survey    |
| 361960 | 2008 JC18              | 4 de maig de 2008      | Kitt Peak            | Spacewatch           |
| 361961 | 2008 JK18              | 4 de maig de 2008      | Kitt Peak            | Spacewatch           |
| 361962 | 2008 JY21              | 5 d'abril de 2002      | Palomar              | NEAT                 |
| 361963 | 2008 JZ21              | 6 de maig de 2008      | Kitt Peak            | Spacewatch           |
| 361964 | 2008 JC30              | 11 de maig de 2008     | Kitt Peak            | Spacewatch           |
| 361965 | 2008 JC31              | 5 de maig de 2008      | Kitt Peak            | Spacewatch           |
| 361966 | 2008 JE32              | 6 de maig de 2008      | Mount Lemmon         | Mt. Lemmon Survey    |
| 361967 | 2008 JG33              | 8 de maig de 2008      | Mount Lemmon         | Mt. Lemmon Survey    |
| 361968 | 2008 JN36              | 3 de maig de 2008      | Kitt Peak            | Spacewatch           |
| 361969 | 2008 JF37              | 14 de maig de 2008     | Mount Lemmon         | Mt. Lemmon Survey    |
| 361970 | 2008 JV37              | 6 de maig de 2008      | Mount Lemmon         | Mt. Lemmon Survey    |
| 361971 | 2008 KY1               | 26 de maig de 2008     | Kitt Peak            | Spacewatch           |
| 361972 | 2008 KE7               | 30 d'abril de 2008     | Mount Lemmon         | Mt. Lemmon Survey    |
| 361973 | 2008 KC11              | 29 de maig de 2008     | Mount Lemmon         | Mt. Lemmon Survey    |
| 361974 | 2008 KM12              | 26 de maig de 2008     | Kitt Peak            | Spacewatch           |
| 361975 | 2008 KP15              | 27 de maig de 2008     | Kitt Peak            | Spacewatch           |
| 361976 | 2008 KO16              | 27 de maig de 2008     | Kitt Peak            | Spacewatch           |
| 361977 | 2008 KS16              | 16 de maig de 2008     | Kitt Peak            | Spacewatch           |
| 361978 | 2008 KO19              | 9 d'octubre de 2004    | Kitt Peak            | Spacewatch           |
| 361979 | 2008 KB31              | 29 de maig de 2008     | Kitt Peak            | Spacewatch           |
| 361980 | 2008 KA39              | 27 de desembre de 2006 | Mount Lemmon         | Mt. Lemmon Survey    |
| 361981 | 2008 KL42              | 31 de maig de 2008     | Mount Lemmon         | Mt. Lemmon Survey    |
| 361982 | 2008 LD6               | 11 d'abril de 2008     | Kitt Peak            | Spacewatch           |
| 361983 | 2008 LR11              | 30 d'abril de 2008     | Mount Lemmon         | Mt. Lemmon Survey    |
| 361984 | 2008 LK12              | 9 de juny de 2008      | Farra d'Isonzo       | Farra d'Isonzo       |
| 361985 | 2008 LW13              | 7 de juny de 2008      | Kitt Peak            | Spacewatch           |
| 361986 | 2008 LR14              | 8 de juny de 2008      | Kitt Peak            | Spacewatch           |
| 361987 | 2008 MB                | 5 de maig de 2008      | Kitt Peak            | Spacewatch           |
| 361988 | 2008 NA4               | 11 de juliol de 2008   | Siding Spring        | Siding Spring Survey |
| 361989 | 2008 QQ15              | 27 d'agost de 2008     | Dauban               | F. Kugel             |
| 361990 | 2008 RA25              | 2 de setembre de 2008  | Goodricke-Pigott     | R. A. Tucker         |
| 361991 | 2008 RY123             | 6 de setembre de 2008  | Kitt Peak            | Spacewatch           |
| 361992 | 2008 SM89              | 21 de setembre de 2008 | Kitt Peak            | Spacewatch           |
| 361993 | 2008 SS127             | 22 de setembre de 2008 | Kitt Peak            | Spacewatch           |
| 361994 | 2008 SO204             | 26 de setembre de 2008 | Kitt Peak            | Spacewatch           |
| 361995 | 2008 SQ226             | 27 de setembre de 2008 | Mount Lemmon         | Mt. Lemmon Survey    |
| 361996 | 2008 SP270             | 24 de setembre de 2008 | Kitt Peak            | Spacewatch           |
| 361997 | 2008 SP302             | 23 de setembre de 2008 | Kitt Peak            | Spacewatch           |
| 361998 | 2008 TS91              | 4 d'octubre de 2008    | La Sagra             | La Sagra             |
| 361999 | 2008 TV96              | 6 d'octubre de 2008    | Kitt Peak            | Spacewatch           |
| 362000 | 2008 TR117             | 6 d'octubre de 2008    | Kitt Peak            | Spacewatch           |